# Enger

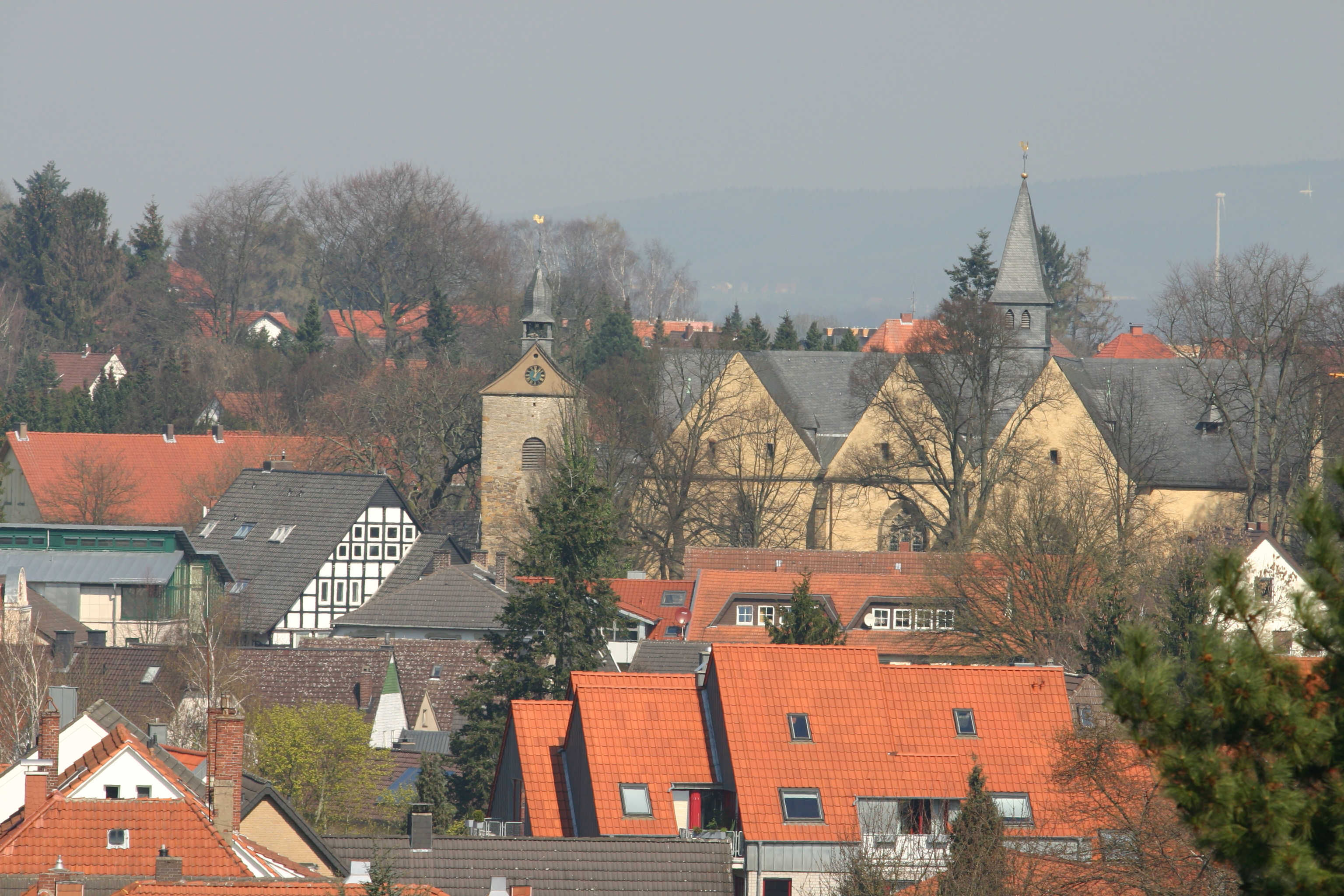
Blick über Enger mit der Stiftskirche

Enger [ˈʔɛŋɐ] ⓘ ist eine kreisangehörige Stadt im Südwesten des ostwestfälischen Kreises Herford im Nordosten von Nordrhein-Westfalen. Mit knapp über 20.000 Einwohnern ist Enger nach Definition eine Mittelstadt. Die Stadt Enger führt seit dem 19. März 2012 offiziell den Beinamen Widukindstadt, weil in der Stadt der Sachsenherzog Widukind begraben sein soll. Enger wurde 804 erstmals schriftlich erwähnt  und hat seit 1719 das Stadtrecht.

## Geografie

### Geografische Lage

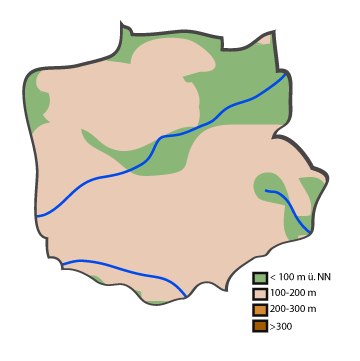
Topographische Karte

Enger liegt im Ravensberger Hügelland beziehungsweise im Ravensberger Land zwischen Teutoburger Wald und Wiehengebirge im Nordosten des deutschen Bundeslandes Nordrhein-Westfalen. In Westerenger (beim Ringsthof, Heßkamp) liegt der höchste Punkt der Stadt Enger mit 137 m ü. NN. Dies ist jedoch kein markanter Berg, sondern eine geographisch unscheinbare Marke in einem nach Südwesten noch weiter ansteigenden Gebiet. Der tiefste Punkt in Enger liegt im Ortsteil Siele an der Sieler Beeke im Norden mit rund 65 m ü. NN, wo das Gebiet in das Werfer Bruch abfällt. Die Stiftskirche in Enger liegt auf einer Höhe von 98,7 m ü. NN.
Der Brandbach (in Enger auch Bolldammbach genannt) entspringt bei Pödinghausen. Er entwässert mit seinen Zuflüssen Bruchgraben, Baringer Bach, Mühlenbach, die alle im Stadtgebiet entspringen, den größten Teil des Stadtgebiets nach Nordwesten Richtung Hiddenhausen und letztendlich bei Südlengern in den Werrenebenfluss Else, die das Stadtgebiet jedoch nicht durchfließt. Der Werfener Bach und sein Zufluss Sieler Beeke entwässern das nördliche Stadtgebiet nach Norden hin zur Else. Im Südosten des Stadtgebiets entwässern Asbeke und ihr Nebenfluss Eickumer Mühlenbach das Gebiet Richtung Herford und letztlich via Johannisbach und Westfälische Aa in die Werre. Der Bolldammbach tritt bei starken Regenfällen über seine Ufer und überflutet das Naturschutzgebiet Enger Bruch.
Die nächstgelegenen Großstädte sind das rund 15 km südlich gelegene Bielefeld und das etwa 45 Kilometer westlich gelegene Osnabrück. Hannover liegt rund 100 km nordöstlich von Enger.

### Geologie

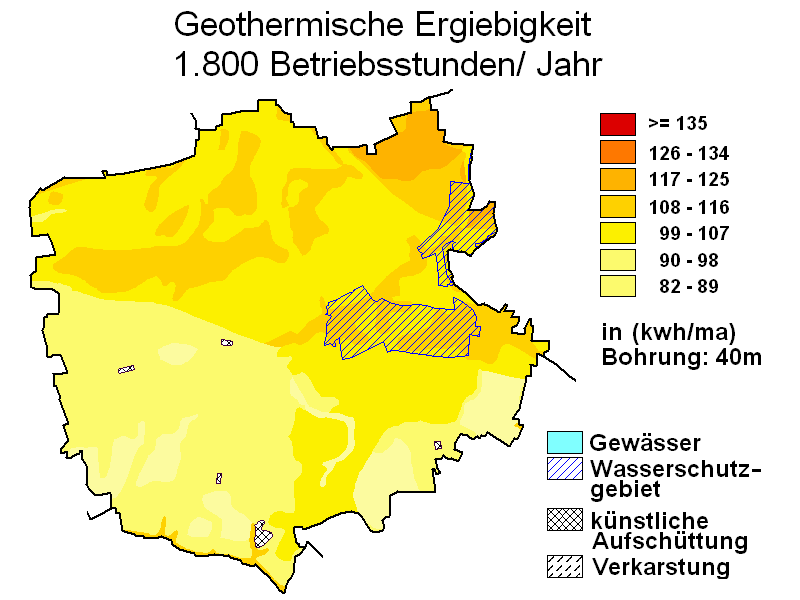
Geothermische Karte von Enger

Das Gebiet gehört naturräumlich zur Ravensberger Mulde, einem leicht welligen, zwischen 50 und 140 m ü. NN liegenden Hügelland. Zahlreiche kleine Täler, so genannte Sieke, schneiden oft unvermittelt und tief in das sonst nur schwach kuppierte Land ein. Geologisch liegen im Wesentlichen Liasplatten mit Lößauflage vor, die durch Zertalung im Pleistozän zum Hügelland umgestaltet wurden. Unter der Lößdecke finden sich teilweise Geschiebelehme. Weitere Hinterlassenschaft der Eiszeiten sind die häufig anzutreffenden Findlinge. Im Norden reicht das Stadtgebiet bis an den Rand des Elsetals beim Werfener Bruch, wo weniger Löß, sondern Terrassenschotter vorliegt. Im Norden um das Hücker Moor, das in der Nachbarstadt Spenge liegt, findet man Reste von Torf.
Enger eignet sich mittelmäßig bis sehr gut zur Nutzung von geothermischen Wärmequellen mittels Erdwärmesonde und Wärmegewinnung durch Wärmepumpenheizungen. Die Ergiebigkeit erhöht sich auf einer in etwa vom südwestlichen zum nordöstlichen Gemeindegebiet verlaufenden Diagonalen (vgl. dazu die nebenstehende Karte).

### Ausdehnung und Nutzung des Stadtgebiets

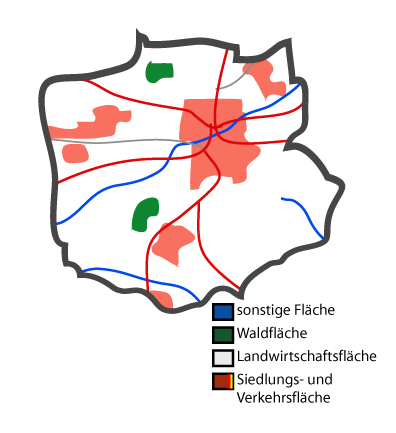
Flächennutzung in Enger

Enger hat eine Gesamtfläche von 41,21 km² und eine maximale Nord-Süd- sowie West-Ost-Ausdehnung von rund 7 km. Das Gebiet ist vergleichsweise dicht besiedelt und wird daneben vor allem landwirtschaftlich genutzt. Das Stadtgebiet ist daher sehr waldarm. Folgende Tabelle gibt eine Übersicht der Flächennutzung:
| Fläche nach Nutzungsart | Siedlungs- und Verkehrsfläche | Landwirt- schaftsfläche | Wald- fläche | sonstige Freiflächen |
| ----------------------- | ----------------------------- | ----------------------- | ------------ | -------------------- |
| Fläche in Hektar        | 1089                          | 2750                    | 234          | 61                   |
| Anteil an Gesamtfläche  | 26,4 %                        | 66,7 %                  | 6,7 %        | 1,5 %                |

Quelle: Landesamt für Datenverarbeitung und Statistik

### Nachbargemeinden
Die Stadt grenzt im Westen an Spenge, im Norden an Bünde, im Osten an Hiddenhausen sowie Herford und im Süden an die kreisfreie Stadt Bielefeld.

### Stadtgliederung
Die Stadt Enger gliedert sich in folgende neun Stadtteile, die vor der Neugliederung des Landkreises im Jahr 1968 eigenständige Gemeinden im Amt Enger waren. Die Einteilung der neuen Gemeinde entsprach im Wesentlichen der Einteilung des Amtes Enger. Die einzige größere Änderung betraf Herringhausen-Ost, das in die Stadt Herford eingegliedert wurde. Einen Überblick über die Bevölkerungszahlen, die Fläche und die Bevölkerungsdichte in Einwohner je km² gibt folgende Tabelle (Stand 31. Dezember 2007):
| Ortsteil             | Einwohner | Fläche | Dichte | Ortsteile der Stadt Enger |
| -------------------- | --------- | ------ | ------ | ------------------------- |
| Belke-Steinbeck      | 2406      | 382 ha | 630    | Ortsteile der Stadt Enger |
| Besenkamp            | 1842      | 399 ha | 462    | Ortsteile der Stadt Enger |
| Dreyen               | 1412      | 409 ha | 345    | Ortsteile der Stadt Enger |
| Enger                | 7917      | 489 ha | 1619   | Ortsteile der Stadt Enger |
| Herringhausen (West) | 445       | 462 ha | 96     | Ortsteile der Stadt Enger |
| Oldinghausen         | 770       | 506 ha | 152    | Ortsteile der Stadt Enger |
| Pödinghausen         | 2236      | 327 ha | 684    | Ortsteile der Stadt Enger |
| Siele                | 119       | 302 ha | 39     | Ortsteile der Stadt Enger |
| Westerenger          | 3790      | 849 ha | 446    | Ortsteile der Stadt Enger |

### Klima
Enger liegt wie ganz Ostwestfalen klimatisch im ozeanisch-kontinentalen Übergangsbereich Mitteleuropas. Die Klimadaten für das benachbarte Herford, die sich kaum von den Daten Engers unterscheiden dürften, sind im langjährigen Mittel (1971–2000) in der folgenden Tabelle angegeben:
| Monat              | Jan | Feb | Mär | Apr | Mai  | Jun  | Jul  | Aug  | Sep  | Okt | Nov | Dez | Jahr |  |
| Temperatur in °C   | 1,8 | 2,2 | 5,3 | 8,4 | 13,0 | 15,6 | 17,7 | 17,4 | 13,8 | 9,8 | 5,4 | 3,1 | 9,5  |  |
| Niederschlag in mm | 72  | 49  | 65  | 53  | 65   | 82   | 69   | 71   | 73   | 61  | 64  | 80  | 804  |  |

Siehe auch: Klima in Ostwestfalen-Lippe

## Geschichte

### 800 bis 1599
Um das Jahr 800 werden drei miteinander verwandte Männer beigesetzt. Die Gräber wurden im Chor der historischen Stiftskirche gefunden. Im Jahr 948 wird Enger erstmals in einer Stiftungsurkunde Ottos des Großen erwähnt. 1305 wird im Zuge einer kriegerischen Auseinandersetzung die Zerstörung der Burg Enger beschlossen. Im 13. Jahrhundert herrschen in Enger die Edelherren von Lippe, die ihre Macht von Heinrich dem Löwen verliehen bekamen und von diesem Zeitpunkt an als Vögte tätig sind. 1408 fällt Enger an die Grafschaft Ravensberg und wird Sitz einer Vogtei im Amt Sparrenberg. Das Kollegiatstift für weltliche Kanoniker zieht 1414 „aus Sicherheitsgründen“ in das befestigte Herford. Das Stift war vor 947 von der Widukind-Nachfahrin Mathilde I., der Frau Heinrich I., gegründet worden. Nach dem Tode Königin Mathildes übertrug Otto I. das Kanonikerstift 968 dem Erzbistum Magdeburg. Daher erklärt sich, dass der in Fulda entstandene und in Magdeburg gebundene Codex Wittekindeus in das Engeraner Stift gelangen konnte. Beim Umzug des Stiftes gelangte das Evangeliar nach Herford. Es wurde im 17. Jh. als Huldigungsgeschenk des 1647 brandenburgisch gewordenen Herfords dem Großen Kurfürsten übergeben und wird seitdem in der Berliner Staatsbibliothek (Theol. lat. fol. 1) aufbewahrt.

### 1600 bis 1814
1614 geht Enger mit Ravensberg an Brandenburg-Preußen. Am 20. Oktober 1719 erfolgt die Stadterhebung Engers (gemeinsam mit Preußisch Oldendorf und Bünde) durch Friedrich Wilhelm I. von Preußen. Am 2. Mai 1747 ereignet sich ein großer Brand in Enger, der mehrere Todesopfer fordert. Es verbrennen 53 Häuser, vor allem im Bereich der Bünder Straße, der Bahnhof-, der Brand- und der Renteistraße. 1757 besetzt Frankreich im Zuge des Siebenjährigen Krieges erstmals die Stadt. Enger wird 1807 Teil des de facto französischen Königreichs Westphalen und am 1. Januar 1811 in das französische Kaiserreich eingegliedert.

### 1815 bis 1932
1815 kommt Enger wieder zu Preußen, zunächst im Kreis Bünde, dann im Kreis Herford. Am 19. Januar 1873 wird das Evangelische Krankenhaus eröffnet; drei Jahre vorher mietet die ev.-luth. Kirchengemeinde im Männerasyl acht Betten zur Pflege Kranker und Verwundeter an. 1898 gibt es im Ort erstmals elektrisches Licht. Es wird mittels Dampfkraft erzeugt und vom Müller Riepe geliefert, der schon vorher mit einer Wassermühle, die er bald durch eine Windmühle ergänzte, Energie erzeugte. Zwei Jahre später, am 10. August 1900, nimmt die Herforder Kleinbahn ihren Betrieb auf. Auf der Rückfahrt des allerersten Zuges, bei der auch Engeraner Stadtverordnete als Passagiere an Bord sind, entgleist der Zug in Höhe Oetinghausen. 1901 folgt die Eröffnung der Bielefelder Kreisbahn über Jöllenbeck, Schildesche zum Bielefelder Kreisbahnhof (Streckenlänge 16 km). Ein großes Fest wird am 7. August 1903 auf dem Vorplatz der Kirche gefeiert. Feierlich wird das Wittekind-Denkmal eingeweiht. Die wilhelminische Figur steht heute nicht mehr auf ihrem Sockel. Während des Ersten Weltkriegs sterben 408 Einwohner aus dem Amt Enger. Für sie wird ein Denkmal errichtet, das heute am Friedhof steht. Zwischen 1925 und 1928 wird das Freibad errichtet und ein Sportplatz angelegt.

### 1933 bis 1945
1934 wird der Ort durch Anschluss an das Gaswerk Bünde erstmals mit Gas versorgt. Drei Jahre später (1937) fährt die Müllabfuhr erstmals den Hausmüll ab. Im Jahr 1939 wird in Enger eine Widukind-Gedächtnisstätte eröffnet. Hintergrund ist der Versuch der Nationalsozialisten, die Stadt als Identifikationsort nationalsozialistischer Weltanschauung auszubauen. Nach Meinung der Nationalsozialisten würde sich der Widukind-Stoff besonders dazu eignen. So nahmen die Nationalsozialisten neben elf anderen Städten Enger in den König-Heinrich-Kult auf. Ein sichtbares Symbol des Widukind-Kults war das Widukinddenkmal am Kirchplatz. Doch als im Zweiten Weltkrieg Rohstoffe für die Waffenproduktion knapp und teuer sind, wird es 1942 vom Sockel gehoben.

### 1946 bis heute
1948 feiern die Bürger unter anderem mit einem Festzug das tausendjährige Bestehen von Enger. 1954 wird der Betrieb der Bielefelder Kreisbahnen eingestellt, im April 1966 folgt die Herforder Kleinbahn. Am 1. Januar 1969 ist Enger von der kommunalen Neugliederung betroffen: Durch das Gesetz zur Neugliederung des Landkreises Herford und der kreisfreien Stadt Herford wird das Amt Enger aufgelöst und mit der Stadt Enger sowie den Gemeinden Siele, Westerenger, Dreyen, Pödinghausen, Oldinghausen, Herringhausen (West), Belke-Steinbeck und Besenkamp zusammengelegt. Zwischen 1970 und 1973 wird die historische Stiftskirche in Enger renoviert. Parallel dazu erfolgen umfangreiche archäologische Grabungen.

### Die Verbindung Widukinds zu Enger

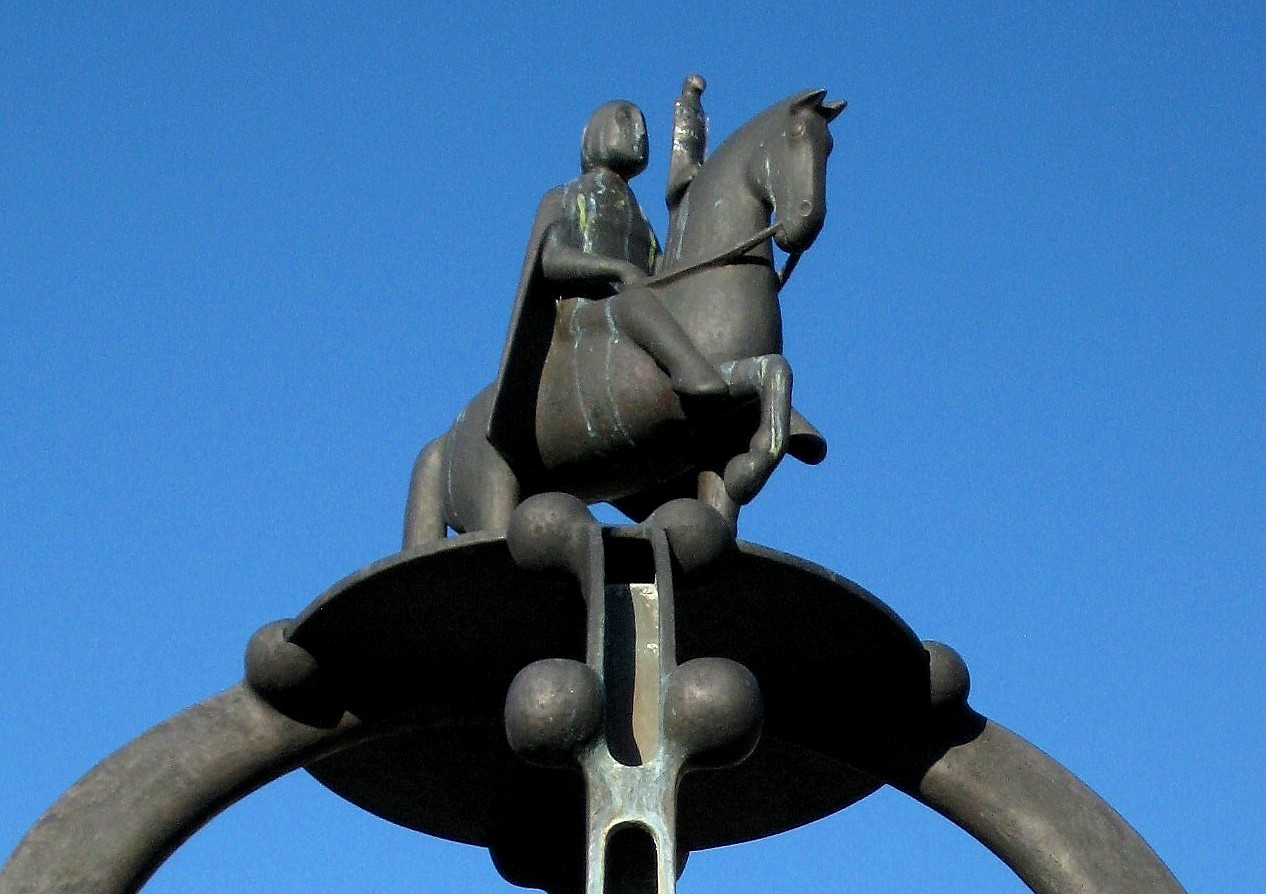
Widukindfigur (Widukindbrunnen)

Erst in einer Quelle aus dem frühen 13. Jahrhundert wird erstmals erwähnt, dass Widukind in Enger begraben sein soll. So heißt es in dem Dokument MG D. Chr. II, S. 398, das in der Sonderveröffentlichung Widukindstadt Enger (1973) als Quellenangabe angegeben ist: „de here starf unde wart to Engere begraven“. Es gibt darüber hinaus eine Reliefplatte in der Stiftskirche von Enger aus dem 11. Jahrhundert. Allerdings befindet sich nur auf der Renaissance-Tumba des 16. Jahrhunderts eine Inschrift mit einem Hinweis auf Widukind. Gegenwärtig untersuchen Anthropologen Skelettfragmente, die in der Stiftskirche ausgegraben wurden. Mit einer Wahrscheinlichkeit von 88 Prozent handelt es sich demnach bei den zwei Erwachsenen um Halbbrüder; das Skelett des jungen Mannes ist mit einer Wahrscheinlichkeit von 98 Prozent ein Sohn eines der Halbbrüder. Offen war – und das ist das große von den Forschern zu lösende Rätsel: Ist der Mann, der im zentralen Grab des Chorraums liegt, Widukind? Vorherrschende wissenschaftliche Meinung ist mittlerweile, dass es sich um Widukind handeln dürfte. Betont wird aber auch, dass diese Annahme auf Indizien beruhe. Außerhalb der Grundumfassung des ältesten Kirchenbaus ist noch eine Frau bestattet, die einer weiblichen Familienlinie zugeordnet wird und als Nachfahrin Widukinds gilt.

### Herkunft und Bedeutung des Stadtnamens
Der Herkunft des Stadtnamens ist nicht sicher geklärt. Ein auf den ersten Blick zu vermutender Zusammenhang, der zur Widukindsage gesehen werden könnte, zwischen dem Stadtnamen und dem sächsischen Stamm der Engern (auch: Angrivarier), die ihr Stammesgebiet in Ostwestfalen hatten, ist aus etymologischer Sicht nicht bestätigt beziehungsweise sogar abzulehnen. Wilhelm Weitz äußert im 1938 erschienenen Werk Vom sächsischen Volksführer Widukind und der Kultstätte Enger: […] [Enger wird] erstmals 804 urkundlich erwähnt als „Angari“. Weitere Schreibweisen: „Angara“, „Angera“ und „Angere“. Namen „Engern“, „Engere“ und dann „Enger“ ab dem 14. Jh. Sehr wahrscheinlich lag der heutige Ort nicht einmal im Gebiet des früheren sächsischen Teilstammes Engern. Unter „Angari“ sei ein Ort am Anger (Wiesen mit sumpfigem Bruch, anger = Gras und Weideland; arar = Bach, Fluss) zu verstehen. Der Stadtname ist also wahrscheinlich nur ein Hinweis auf die Lage der Siedlung im heutigen Enger Bruch und am Bolldammbach.

## Bevölkerung

### Einwohnerentwicklung
Folgende Tabelle zeigt einen Überblick über die Einwohnerentwicklung:
| Jahr            | Einwohner |
| --------------- | --------- |
| 1871 (31. Dez.) | 6.554¹    |
| 1946 (31. Dez.) | 16.634¹   |
| 1968 (31. Dez.) | 18.261¹   |
| 1969 (31. Dez.) | 16.007¹   |
| 1974 (30. Juni) | 16.094¹   |
| 1975 (31. Dez.) | 15.926¹   |
| 1980 (31. Dez.) | 16.133²   |

| Jahr            | Einwohner |
| --------------- | --------- |
| 1985 (31. Dez.) | 16.481²   |
| 1987 (31. Dez.) | 16.381²   |
| 1990 (31. Dez.) | 17.194²   |
| 1995 (31. Dez.) | 18.925²   |
| 2000 (31. Dez.) | 19.963²   |
| 2005 (31. Dez.) | 19.989²   |
| 2007 (31. Dez.) | 20.092²   |

| Jahr            | Einwohner |
| --------------- | --------- |
| 2012 (31. Dez.) | 20.285²   |
| 2015 (31. Dez.) | 20.658²   |
| 2017 (31. Dez.) | 20.520²   |
| 2018 (31. Dez.) | 20.461²   |
| 2022 (31. Dez.) | 20.705²   |

Einwohnerentwicklung von Enger von 1871 bis 2018 nach nebenstehender Tabelle

¹ Quelle: Stadt Enger. Hinweis: Bei den Zahlen bis 1969 (ohne das Jahr 1968) handelt es sich nicht um eine amtliche Bevölkerungsstatistik. Vermutlich wurden die Zweitwohnsitze mitgezählt. Bis 1968 wurde die Bevölkerungszahl des Gemeinden des Amtes Enger addiert. Die Zahlen von 1968 gaben den amtlichen Bevölkerungsstand am Tag vor der Eingemeindung an. Durch die Kommunalreform mit der Bildung der vergrößerten Stadt Enger, die am 1. Januar 1969 in Kraft trat, fielen die Bewohner von Herringhausen-Ost aus der Statistik.
² Quelle: Landesamt für Datenverarbeitung und Statistik. Hinweis: Es handelt sich um amtliche Fortschreibungen des Statistischen Landesamtes. Die Angaben beziehen sich ab 1975 auf die Wohnbevölkerung und seit 1987 auf die Bevölkerung am Ort der Hauptwohnung. Die Zahlen von 1974 (30. Juni) geben den amtlichen Bevölkerungsstand ein halbes Jahr vor der großen Gemeinde- und Kreisgebietsreform 1975 wider.

### Religion

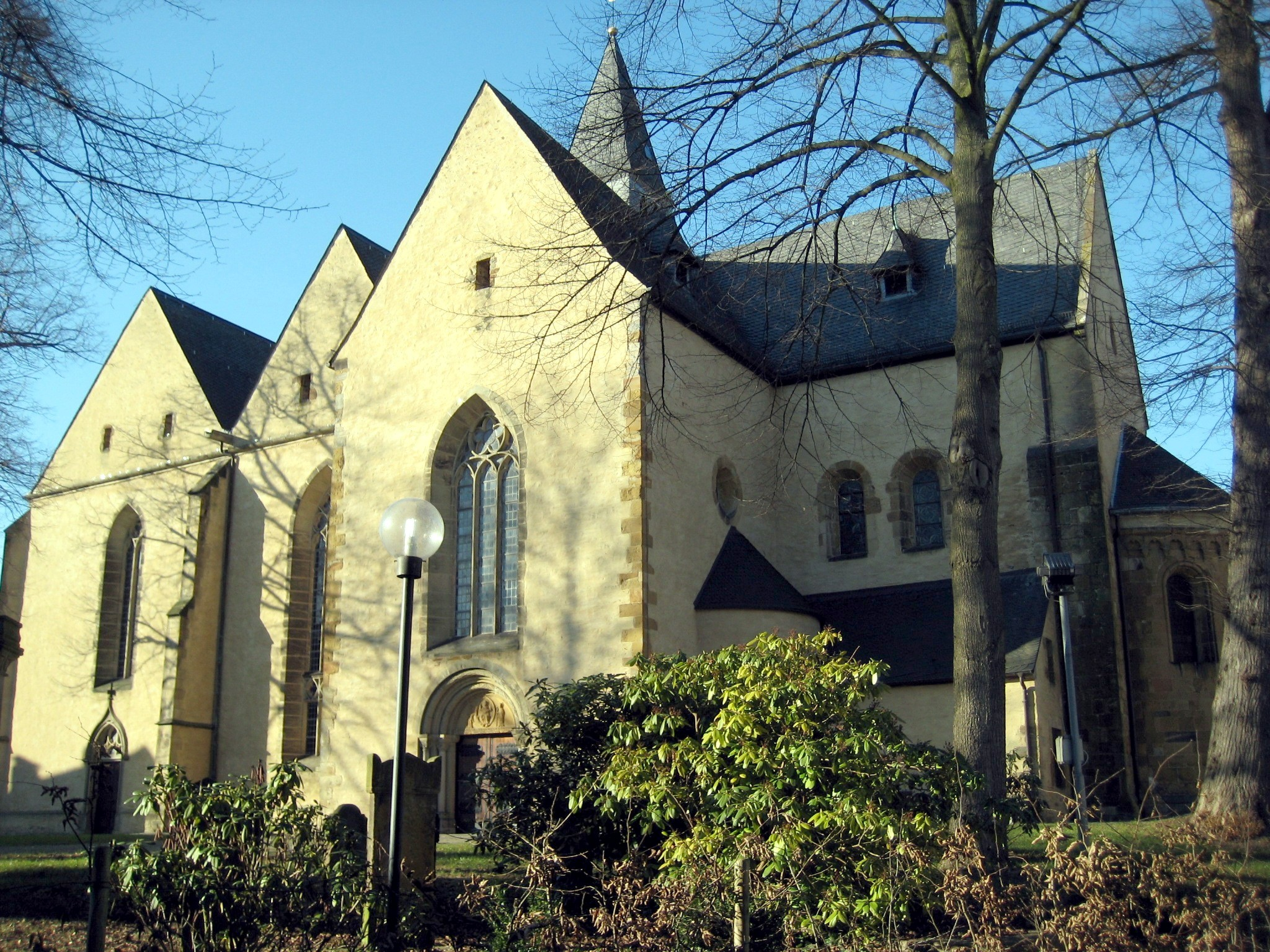
Stiftskirche zu Enger

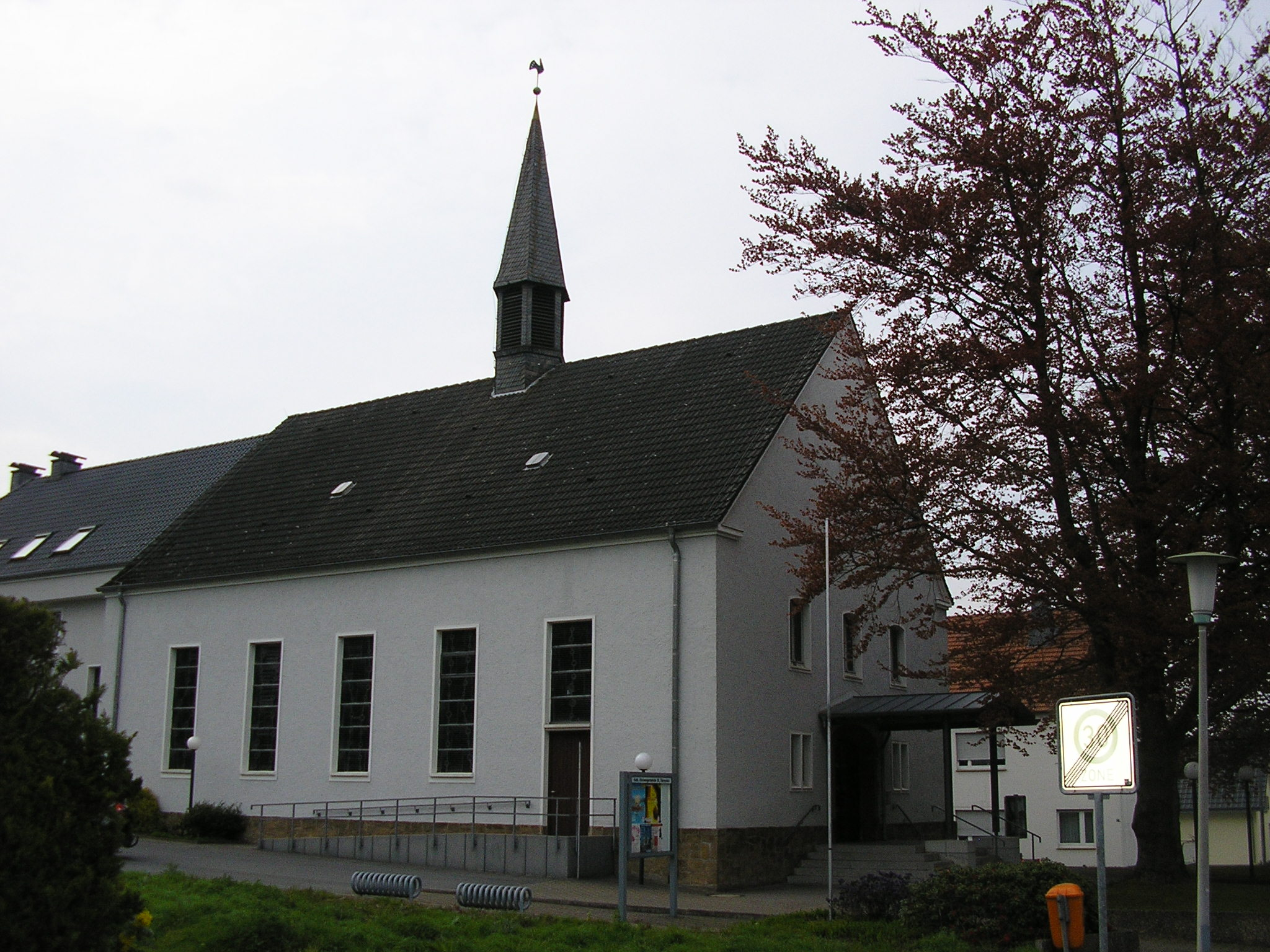
Katholische Kirche in Enger

Die Evangelisch-lutherische Kirchengemeinde Enger besteht aus den Bezirken Westerenger/Dreyen, Enger-Nord, Enger-Süd, Steinbeck/Besenkamp und Oldinghausen/Pödinghausen. Die Hauptkirche ist die Stiftskirche (ehemals St. Dionysius) im Stadtteil Enger. Daneben gibt es die Lukaskirche in Belke-Steinbeck, eine Kirche für den Bezirk Oldinghausen/Pödinghausen sowie die evangelische Kirche in Westerenger. Außerdem gibt es die römisch-katholische Gemeinde St. Dionysius in Enger. Die römisch-katholische Kirche befindet sich im Stadtteil Enger.
Insgesamt ist Enger wie die gesamte Bevölkerung des Ravensberger Landes mehrheitlich evangelisch-lutherisch. Genaue Daten werden jedoch nicht publiziert. Ein Anhaltspunkt kann die Konfessionszugehörigkeit der Enger Schüler sein. Demnach waren im Schuljahr 2002/03 insgesamt 68 Prozent aller Schüler evangelisch, elf Prozent katholisch und 3,7 Prozent waren islamisch. Etwa fünf Prozent gaben an, einer anderen Konfession anzugehören. Etwa elf Prozent waren konfessionslos.

## Politik

### Stadtrat
Der Rat der Stadt Enger besteht zurzeit aus 34 Mitgliedern. Hinzu kommt der Bürgermeister als Ratsvorsitzender. Das folgende Diagramm zeigt die Zusammensetzung des Rates nach der Kommunalwahl am 13. September 2020.
| Sitzverteilung 2020 im Stadtrat von EngerInsgesamt 34 Sitze - Grüne: 8 - SPD: 11 - FDP: 3 - CDU: 12 |

Die folgende Tabelle zeigt die Zusammensetzung des Rates und die Kommunalwahlergebnisse für die Wahlen 2020 und 2014:
| [ 21 ] [ 22 ] [ 23 ] [ 24 ] [ 25 ] | 2020    | 2020    | 2014    | 2014    |
| Partei                             | Sitze   | Prozent | Sitze   | Prozent |
| SPD                                | 11      | 33,69   | 15      | 42,65   |
| CDU                                | 12      | 36,65   | 12      | 36,63   |
| Grüne                              | 8       | 22,33   | 5       | 15,38   |
| FDP                                | 3       | 07,33   | 2       | 05,34   |
| Gesamt1                            | 34      | 100     | 34      | 100     |
| Wahlbeteiligung                    | 56,60 % | 56,60 % | 52,52 % | 52,52 % |

1 ohne Berücksichtigung von Rundungsdifferenzen
Ergebnisse vergangener Kommunalwahlen in Enger
| [ 21 ] [ 22 ] [ 23 ] [ 24 ] [ 25 ] | 2009    | 2009    | 2004    | 2004    | 1999    | 1999    | 1994    | 1994    | 1989    | 1989    | 1984    | 1984    | 1979    | 1979    | 1975    | 1975    |
| Partei                             | Sitze   | %       | Sitze   | %       | Sitze   | %       | Sitze   | %       | Sitze   | %       | Sitze   | %       | Sitze   | %       | Sitze   | %       |
| ---------------------------------- | ------- | ------- | ------- | ------- | ------- | ------- | ------- | ------- | ------- | ------- | ------- | ------- | ------- | ------- | ------- | ------- |
| SPD                                | 15      | 43,35   | 16      | 47,10   | 14      | 40,40   | 18      | 46,14   | 18      | 45,27   | 19      | 47,18   | 20      | 50,44   | n/v     | 47,94   |
| CDU                                | 11      | 33,23   | 12      | 35,43   | 16      | 48,39   | 16      | 38,98   | 13      | 33,18   | 14      | 35,59   | 15      | 39,13   | n/v     | 30,81   |
| Grüne                              | 5       | 14,16   | 4       | 11,12   | 2       | 6,59    | 3       | 9,63    | 5       | 13,33   | 4       | 9,89    | −       | −       | −       | −       |
| FDP                                | 3       | 9,26    | 2       | 6,36    | 2       | 4,62    | 2       | 5,25    | 3       | 8,21    | 2       | 7,94    | 4       | 10,43   | n/v     | 5,18    |
| Sonstige                           | −       | −       | −       | −       | −       | −       | −       | −       | −       | −       | −       | −       | −       | −       | n/v     | 16,08   |
| Gesamt 1                           | 34      | 100     | 34      | 100     | 39      | 100     | 39      | 100     | 39      | 100     | 39      | 100     | n/v     | 100     |         |         |
| Wahlbeteiligung                    | 56,17 % | 56,17 % | 57,44 % | 57,44 % | 59,35 % | 59,35 % | 84,98 % | 84,98 % | 71,11 % | 71,11 % | 76,34 % | 76,34 % | 78,83 % | 78,83 % | 89,65 % | 89,65 % |

1 ohne Berücksichtigung von Rundungsdifferenzen

### Bürgermeister
Seit dem 14. April 1997 hat die Stadt Enger einen hauptamtlichen Bürgermeister. Erster hauptamtlicher Bürgermeister wurde Klaus Rieke von der SPD. Bei der Kommunalwahl am 12. und 26. September 1999 (Stichwahl) setzte er sich gegen Wolfgang Aßbrock (CDU) durch, er erhielt 49,09 Prozent der Stimmen. Bei der Kommunalwahl am 26. September 2004 erhielt Klaus Rieke im ersten Wahlgang 64 Prozent der Stimmen und wurde in seinem Amt bestätigt. Am 30. August 2009 wurde Rieke mit 58,91 Prozent der Stimmen erneut im Amt bestätigt.
Am 13. September 2015 setzte sich Thomas Meyer (SPD) mit 52 Prozent der Stimmen als Bürgermeisterkandidat gegen seine Mitbewerber Frank Jaksties (CDU) und Regina Schlüter-Ruff (Die Grünen) durch, die 37,2 Prozent bzw. 10,7 Prozent der Stimmen erhielten.

### Wappen

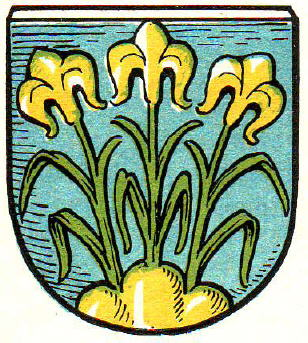
Version des Wappens um 1909

Der Stadt wurde 1970 das Führen des heutigen Wappens genehmigt. Das Stadtwappen zeigt drei gestielte blaue Seerosenblätter, die in einem gold-gelben Feld aus einem blauen Wellenfluss wachsen.
Das Wappen der Stadt Enger stammt vermutlich aus der Zeit der Stadtwerdung um 1719. Die Symbolik des Wappens ist vermutlich dem Wappen des Herzogtum Engern entlehnt und zeigt damit eine heraldische Verwandtschaft zum Wappen des nahen Löhne. Das gezeigte Wappen um 1909 zeigte dagegen drei eher an Lilien erinnernde Blumen.
Siehe auch: Liste der Wappen im Kreis Herford und Liste der Flaggen im Kreis Herford

### Städtepartnerschaft
Seit 1990 besteht eine Städtepartnerschaft mit Lichtenstein im Landkreis Zwickau. Regelmäßig erfolgen gegenseitige Besuche bei den Festlichkeiten, beispielsweise dem Rosenfest in der Stadt Lichtenstein und dem Kirschblütenfest in der Stadt Enger. Am 16. September 2009 wurde zur Erinnerung an die bereits lange bestehende Städtepartnerschaft auf dem Engeraner Lichtensteinplatz eine etwa 2,20 Meter hohe Holzskulptur des sächsischen Künstlers Robby Schubert aufgestellt.

## Kultur und Sehenswürdigkeiten

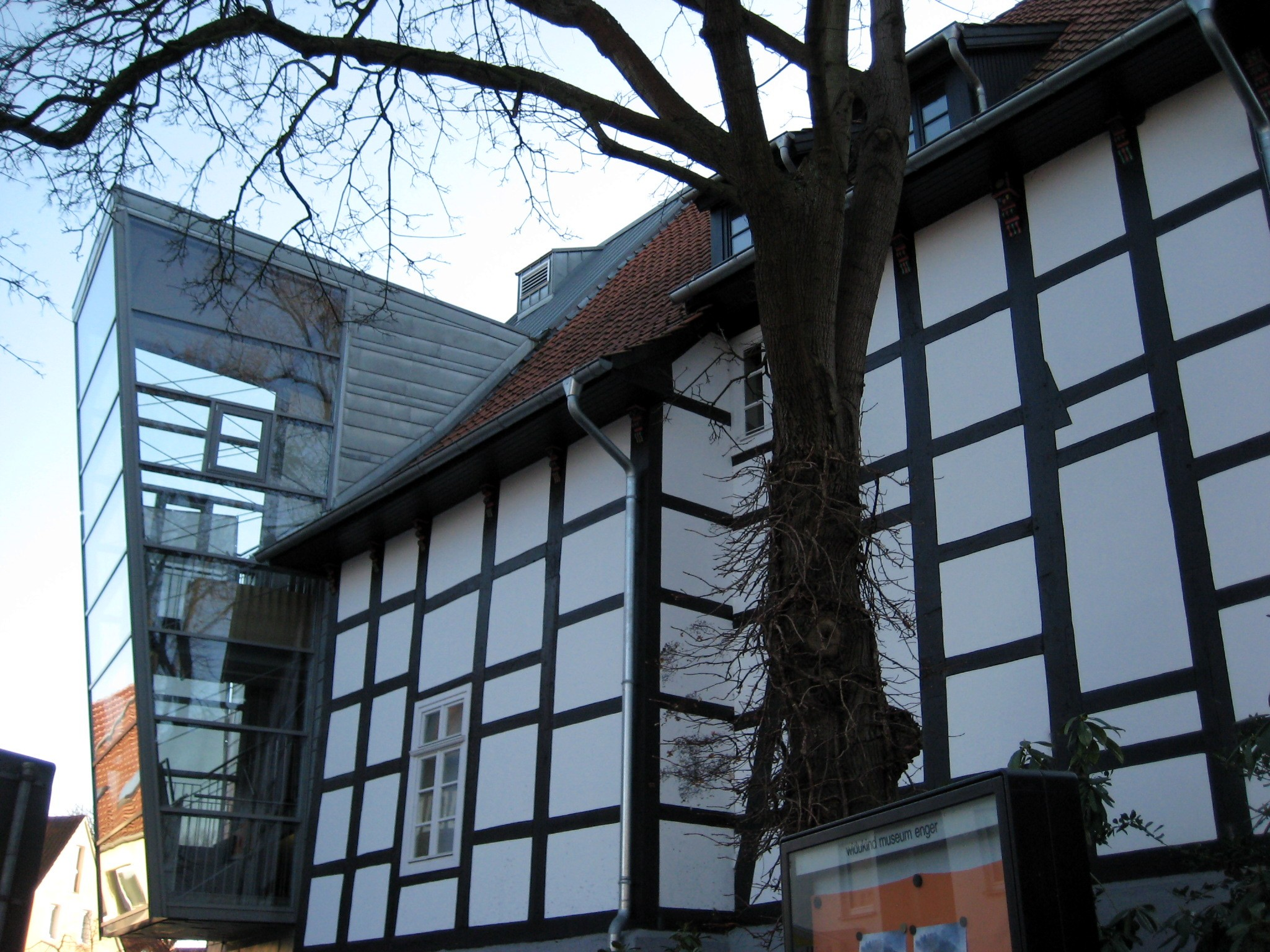
Widukindmuseum mit markantem gläsernen Treppenhaus

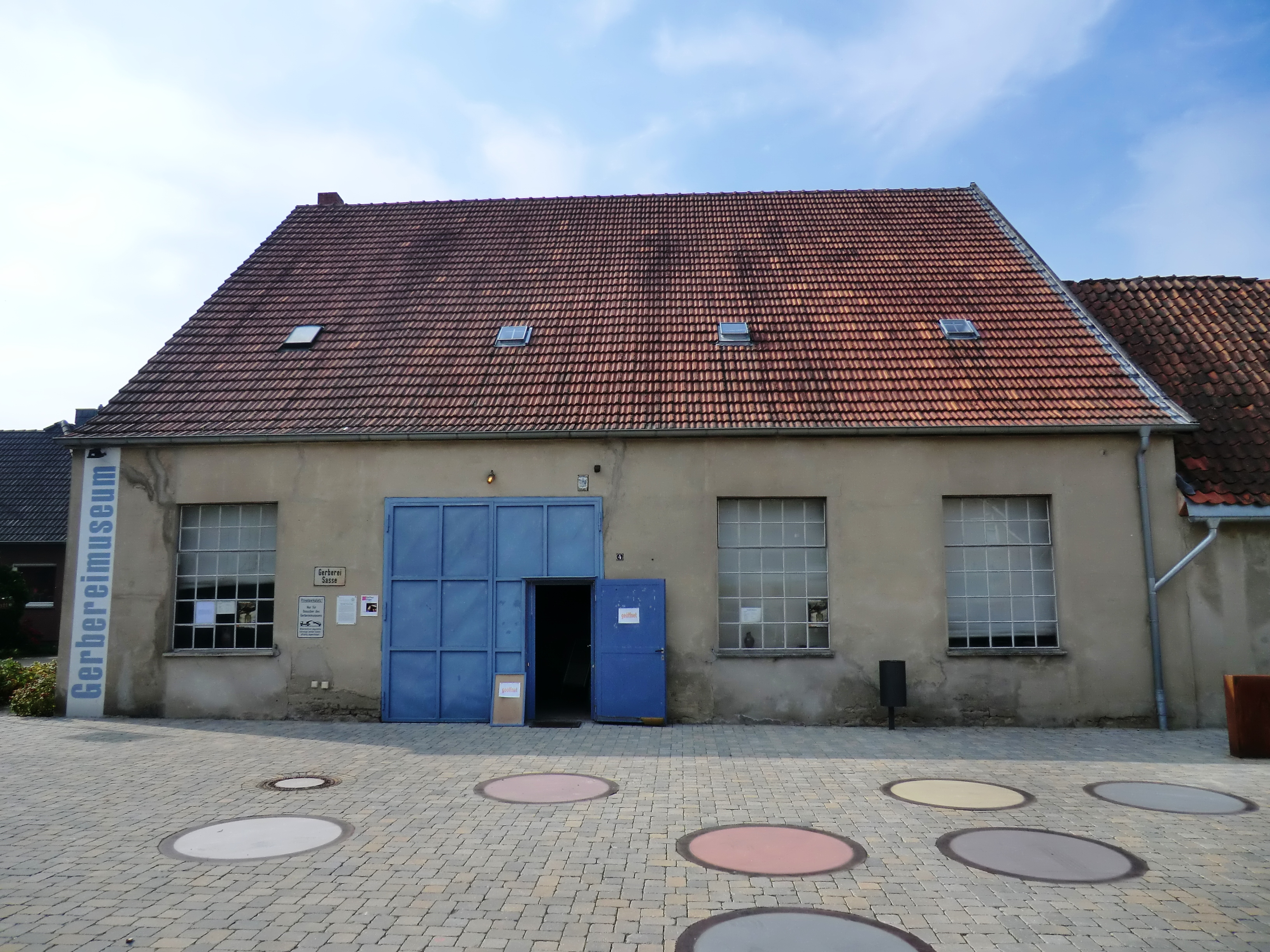
Gerberei Museum

### Theater und Kabarett
In der Stadt sind Jugend- und Mundartbühnen ansässig. Aus einer ehemaligen Theater-AG des Widukindgymnasiums bildete sich das Ensemble Cucumber Company. Mundartliches Theater zeigt eine plattdeutsche Theatergruppe unter Leitung von Wilhelm Bockermann. Das Kabarett Made in Enger tritt im Jugend- und Kulturzentrum Kleinbahnhof auf.

### Museen

#### Widukindmuseum
Das Widukindmuseum ist hauptsächlich der Geschichte des sächsischen Adeligen Widukind gewidmet. Nach einem mehrjährigen Umbau wurde es am 20. August 2006 neu eröffnet. Die Ausstellung erstreckt sich über zwei Etagen; in der dritten, oberen Etage finden Wechselausstellungen statt, auch Tagungsmöglichkeiten bieten sich hier. Einer der Höhepunkte des Rundgangs, der multimedial aufbereitet wurde und mit einem Kopfhörer verfolgt werden kann, ist ein nachgebildetes Grab mit drei Skeletten.

#### Gerberei-Museum
Das Gerberei-Museum ist im Firmengebäude der Gerberei Sasse untergebracht, die 1995 geschlossen wurde. Es zeigt den Arbeitsprozess des Gerbens und erläutert die Geschichte des Handwerks allgemein. Der Regionalbezug erfolgt durch die Darstellung der Gerberei Sasse; auch wird die Bedeutung des Betriebes für die Gewerbegeschichte der Stadt Enger gezeigt. Nach Angaben des Fördervereins handelt es sich bundesweit um das einzige Museum seiner Art, das sich noch am ursprünglichen Produktionsstandort befindet.

#### Kleinbahn-Museum
Enger liegt an den ehemaligen Strecken der Herforder Kleinbahn und der Bielefelder Kreisbahn. Mit dem Bau des Kleinbahn-Museums wurde im November 2006 begonnen, das Richtfest wurde im Mai 2007 gefeiert. Die Planungen begannen bereits 1998, als der Stadtrat grundsätzlich beschloss, ein solches Museum in Enger anzusiedeln. Die Eröffnung des Museums fand offiziell am 13. September 2009 statt. Das Gebäude ist ein direkter Anbau an einen Discountmarkt und bietet eine große Ausstellungshalle mit Präsentation einer Diesellok und zweier Waggons. Zwei Drittel der Grundfläche werden dabei von drei Gleisen belegt. Im Obergeschoss, dem so genannten Wartesaal, läuft ein 1966 gedrehter Film über die letzten Tage der Kleinbahn Enger. Der Bau des Museums kostete rund 250.000 Euro. 50.000 wurden durch die Kreissparkasse gestellt, der Rest kam von der Stadt Enger und dem Land NRW. Das Museum ist jeden Sonntag von 15 bis 17 Uhr geöffnet. Der laufende Betrieb wird durch einen Verein mit ehrenamtlichen Mitarbeitern sichergestellt.

### Musik
In unregelmäßigen Abständen findet im Jugend- und Kulturzentrum Kleinbahnhof Enger die Hip-Hop-Jam Beat The Mass statt. Eine weitere Veranstaltung ist zum Beispiel die Konzertreihe Je Enger desto Lauter.
Der größte Chor der Stadt ist der Widukind Chor Enger. Er wurde im Jahr 1920 in Pödinghausen gegründet, damals unter dem Namen Gemischter Chor Pödinghausen. Im Jahr 2000 wurde er umbenannt. Seit 1884 existiert der Männerchor von 1884 Enger, der jährlich sein traditionelles Weihnachtskonzert in Enger aufführt.
Im Kreis Herford ist die Rockband Percy Pur bekannt, die auch ein Lied über Enger geschrieben hat. Mitglieder der Band sind Percy (Gesang), Geoffrey Briggs (Gitarre), Hubertus Nolte (Keyboard), Ralf Sasse (Schlagzeug), Wolfgang Ramforth (Bass) und Eckardt Koch (Gitarre).
Das Forum Enger war ein überregional bekannter Musikclub, der bis 1998 bestand. Hier war in den frühen 1980er Jahren auch Bernhard Lloyd (bürgerlich Bernd Gössling) als Discjockey tätig, der zusammen mit Frank Mertens (bürgerlich Frank Sorgatz) und Marian Gold (bürgerlich Hartwig Schierbaum) die Band Alphaville gründete. Im Dezember 2012 eröffnete ein vom Verein Neues Forum Enger e. V. ins Leben gerufenes autonomes Kulturzentrum, das an die Tradition des legendären Forums anknüpfen soll.
Durch das Orchester des Widukind Gymnasiums finden jedes Jahr zum Sommer und Winter ein Konzert in der Stiftskirche in Enger statt.

### Bauwerke

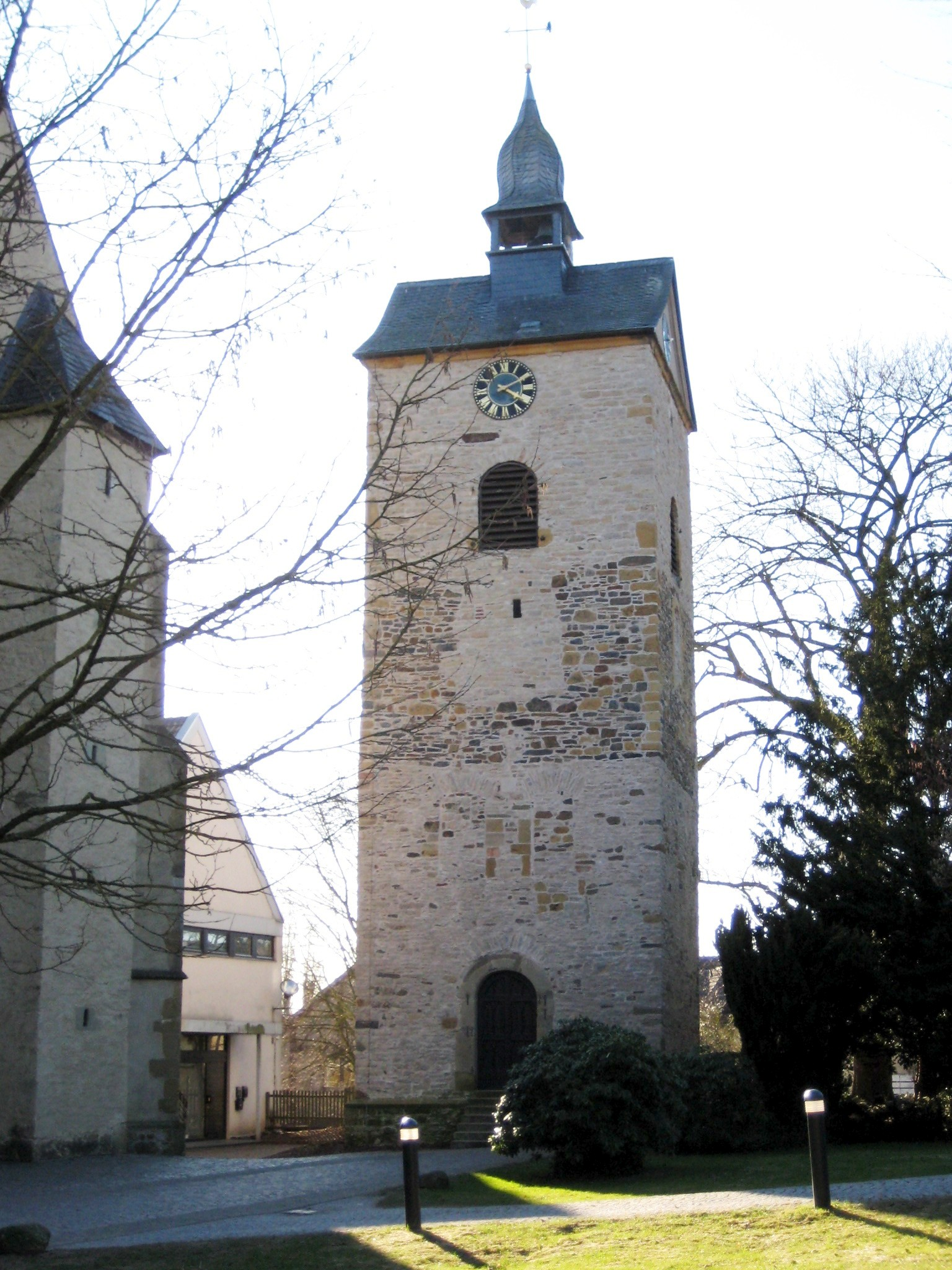
Freistehender Turm neben der Stiftskirche

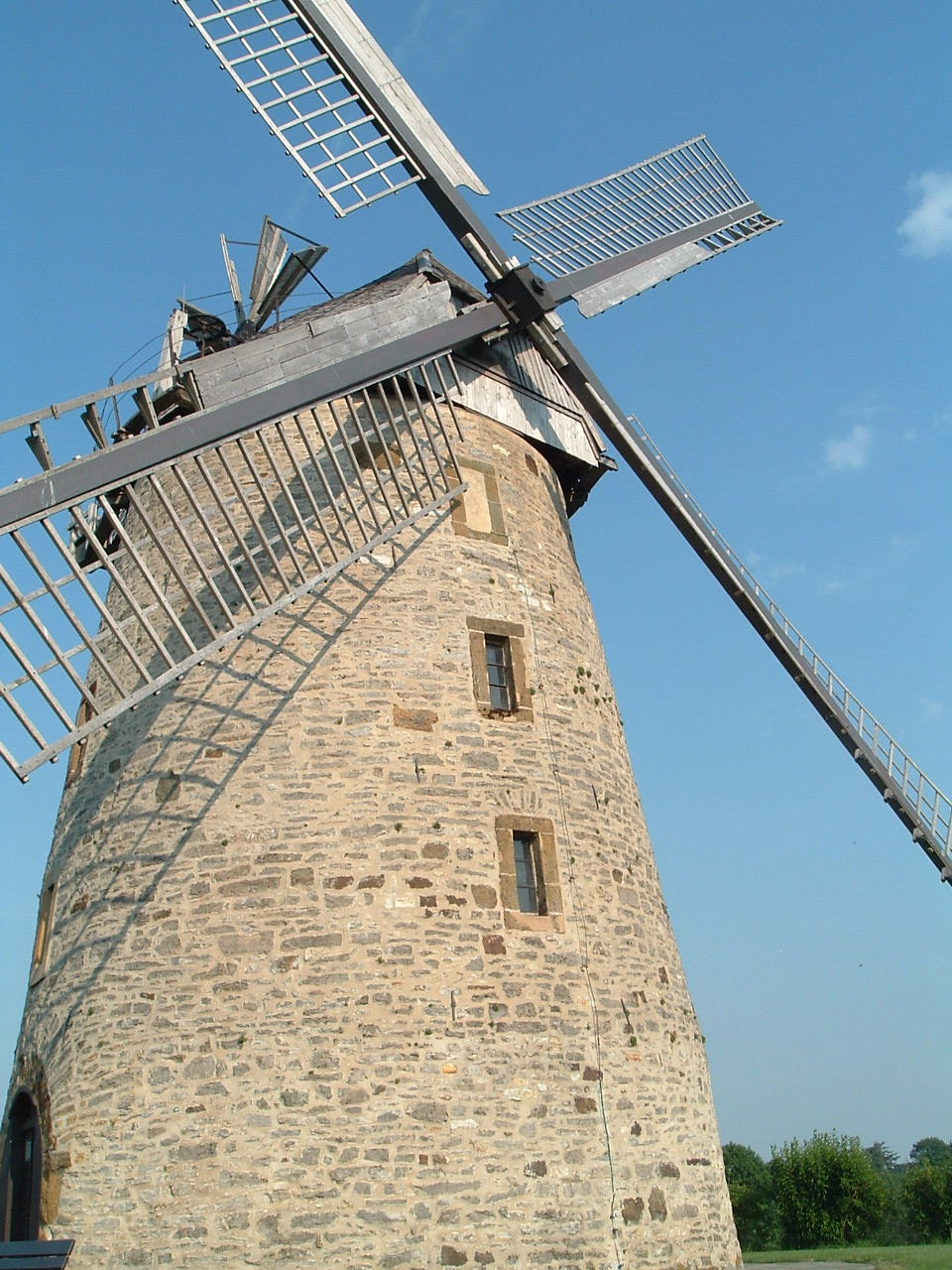
Mühle auf dem Liesberg

#### Stiftskirche mit freistehendem Turm
Die evangelisch-lutherische Stiftskirche ist eine kreuzförmige Hallenkirche mit einem frei stehenden Turm. Er besteht aus einem älteren romanischen Teil und dem gotischen Langhaus, das Mitte des 14. Jahrhunderts errichtet wurde. Unter dem jetzigen Bau befinden sich die Reste einer Saalkirche aus dem 9. Jahrhundert, die 1971 bei einer Grabung untersucht wurden. Im Inneren befindet sich ein großer Schnitzaltar von Hinrik Stavoer aus Hildesheim, der aus dem Jahr 1525 stammt. Er zeigt die Passion Christi, wobei im Zentrum die Kreuzigung steht. Darüber hinaus werden zwei Schutzpatrone dargestellt. Zu den weiteren Ausstattungsstücken gehören das Taufbecken mit geschnitztem Deckel aus den Jahren 1663 beziehungsweise 1677 und die Kanzel von 1703. Hinter dem Altar befindet sich ein Sarkophag mit einer Reliefplatte aus dem 12. Jahrhundert. Dargestellt ist Widukind im Königsornat, allerdings ist der Name des Sachsenherzogs nicht auf den steinernen Platten angebracht. An der hinteren Chorwand werden Gebeine aufbewahrt, die ursprünglich als Relikte von Herzog Widukind verehrt wurden. Eine spätere Untersuchung hatte zum Resultat, dass diese nicht von Widukind stammen können, denn einige der Knochenfragmente stammen von einer weiblichen Person.
Was den freistehenden Glockenturm betrifft, so geht die Sage, Widukind habe den Sachsen versprochen, sich dort begraben zu lassen, wo am schnellsten eine neue Kirche für ihn errichtet werde. Gewitzt wie die Engeraner waren, bauten sie also zunächst nur die Kirche, nicht den Turm, und konnten so den zeitlichen Wettkampf für sich entscheiden.

#### Liesbergmühle
Die Liesbergmühle wurde 1756 als Bannmühle, die dem Mühlenzwang unterliegt, im Auftrag von Friedrich den Großen errichtet. Sie steht auf einer kleinen Anhöhe 118 m ü. NN. Die Mühle bildet mit dem Motorenhaus und einem Fachwerkkotten ein Denkmalensemble. 1960 stellte die Mühle ihren Betrieb ein. Die Renovierung begann im November 2001 und wurde im September 2002 beendet.

#### Kirchringbebauung
Im Ortskern blieben Reste der einstigen Kirchringbebauung mit Fachwerkhäusern aus dem 18. Jahrhundert erhalten. Markant ist vor allem der östliche Ring mit insgesamt sechs aneinander gebauten Häusern. Hier befinden sich das ehemalige Haus Rosenbaum (Widukind-Museum) von 1716 und das Haus Kirchplatz 2 (Sonnenapotheke). Letzteres wurde ursprünglich im Jahr 1741 errichtet, jedoch wegen Baufälligkeit 1969/70 abgebrochen. Dem kurz darauf entstandenen massiven Neubau wurde die noch in Teilen erhaltene Holzkonstruktion vorgeblendet, so dass wenigstens das frühere Erscheinungsbild gewahrt blieb.

#### Burg Enger (historisch) bzw. Stracksches Haus
Bis etwa 1305 stand in Enger die Burg Enger, die den Edelherren von Lippe gehörte. Nach einer territorialen Auseinandersetzung wurde sie geschleift. Die Burg stand an der Ecke Burgstraße/Mathildenstraße, wo heute das Stracksche Haus steht. Das 1664 erbaute Fachwerkhaus ist der älteste Wohnbau der Stadt.

#### Sattelmeierhöfe

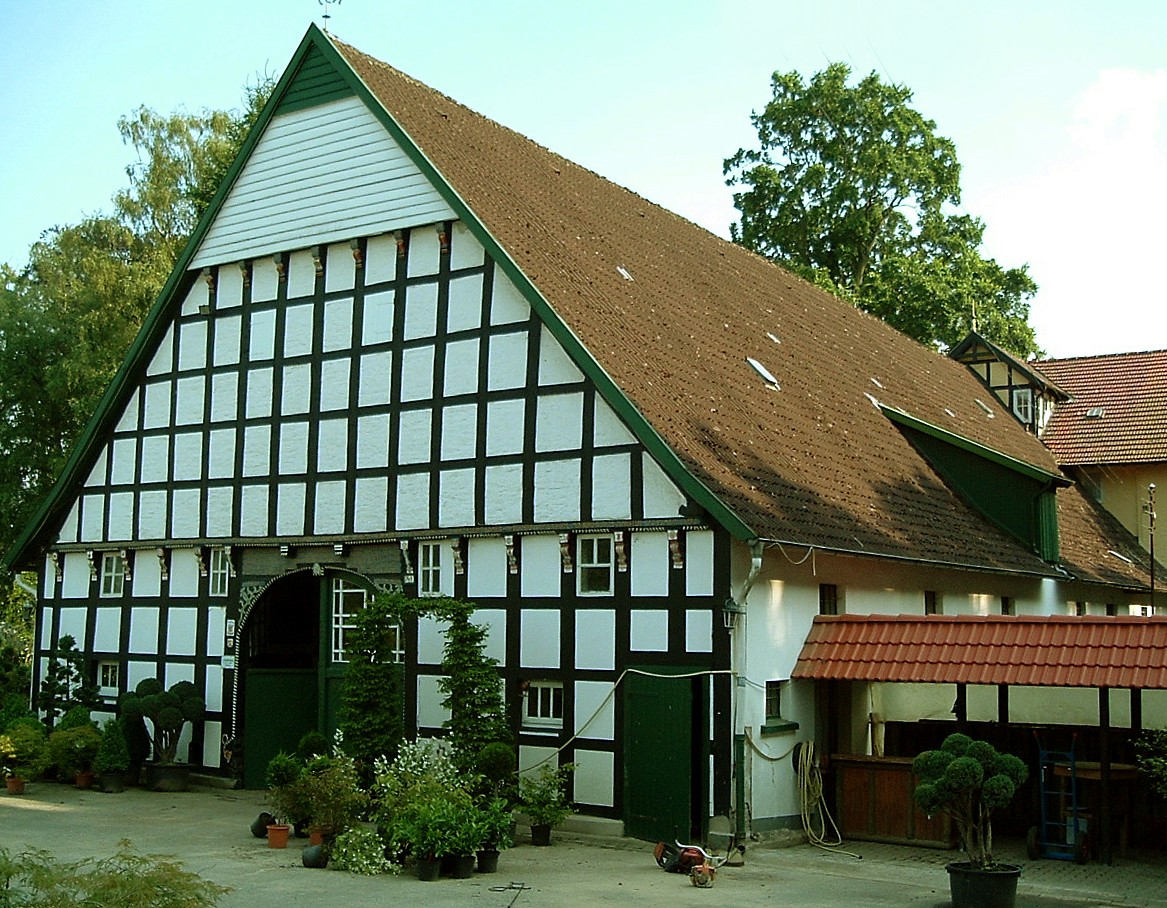
Der Nordhof, einer der Sattelmeierhöfe von Enger

In Enger gab es wie in anderen Orten des früheren Amtes Sparenberg der Grafschaft Ravensberg Sattelmeierhöfe. Der Sage nach sollen sieben dieser Haupthöfe auf Getreue des Herzogs Wittekind zurückgehen. Es war die besondere Pflicht der Hofbesitzer, dem Landesherrn für Botendienste zur Verfügung stehen und im Kriegsfall ein gesatteltes Pferd bereitzustellen. Die Sattelmeier waren ebenso verpflichtet, dem Landesherrn bei seinen Besuchen in Ravensberg Geleit zu geben. 2007 bestanden noch fünf dieser Höfe. Die Höfe sind im Einzelnen: Meyer-Johann in Oldinghausen, Ebmeyer in Oldinghausen, der Ringsthof und der Baringhof in Westerenger und der Nordhof am westlichen Rand des Stadtkerns. Auf vielen sind die historischen Bauernhäuser erhalten, eindrucksvolle Flettdielenhäuser des 18. und 19. Jahrhunderts.

### Denkmäler und Brunnen

#### Elsternbuschdenkmal
Das Elsternbuschdenkmal entstand 1913 zur Erinnerung an die französische Besatzungszeit 1813. Der Volksmund prägte hierzu eine Widukindsage. Im Elsternbusch, einem nicht mehr vorhandenen Wäldchen, soll Widukind einen Vogelherd (Beobachtungsplatz) besessen haben. In der mittelalterlichen Symbolik besteht der Vogelherd im übertragenen Sinn für die besondere Volksnähe des Herrschers.

#### Widukinddenkmal
Vom Widukinddenkmal am Kirchplatz steht heute nur noch der Sockel. Am 7. August 1903 wurde es auf dem Platz vor der Stiftskirche eingeweiht. Dargestellt wurde der Sachsenherzog Widukind, außerdem sollte an die Gefallenen des Deutsch-Französischen Krieges 1870–1871 und derjenigen des Preußisch-Österreichischen Krieges 1866 erinnert werden. Aufgestellt wurde das Denkmal auf Betreiben des Kriegervereins, des Landwehr- und Reservevereins, der kommunalen Behörden und der evangelischen Kirche. 1942 wurde es ohne großen Widerstand der Engeraner Bevölkerung vom Sockel gehoben. Das Material wurde für die Produktion von Waffen verwendet.

#### Weitere Denkmäler und Brunnen
- Widukindbrunnen auf dem Barmeierplatz
- Gedenkstein an die NS-Opfer am Heckewerthplatz
- Kriegsgefangenendenkmal nahe dem Widukindmuseum, gestaltet von Hermann Tödtmann, eingeweiht am 8. Mai 1955 (zehn Jahre nach Kriegsende)
- Denkmal für 408 Gefallene (aus dem Bereich des Amtes Enger) des Ersten Weltkriegs am Friedhof
- Mausoleum für die Familie Nordmeyer, erbaut 1858, erneuert 1910
- Jüdischer Friedhof an der Ziegelstraße; errichtet vor 1892/96; die beiden Jahreszahlen auf dem linken Torpfeiler des Friedhofseingangs (1892) bzw. an der Gedenktafel (1896) sind nach Angaben einer Mitarbeiterin des Museums nicht die Gründungsjahre des Friedhofs;[37] „geschlossen“ (letztes Begräbnis) 1938
- Liste der Stolpersteine in Enger

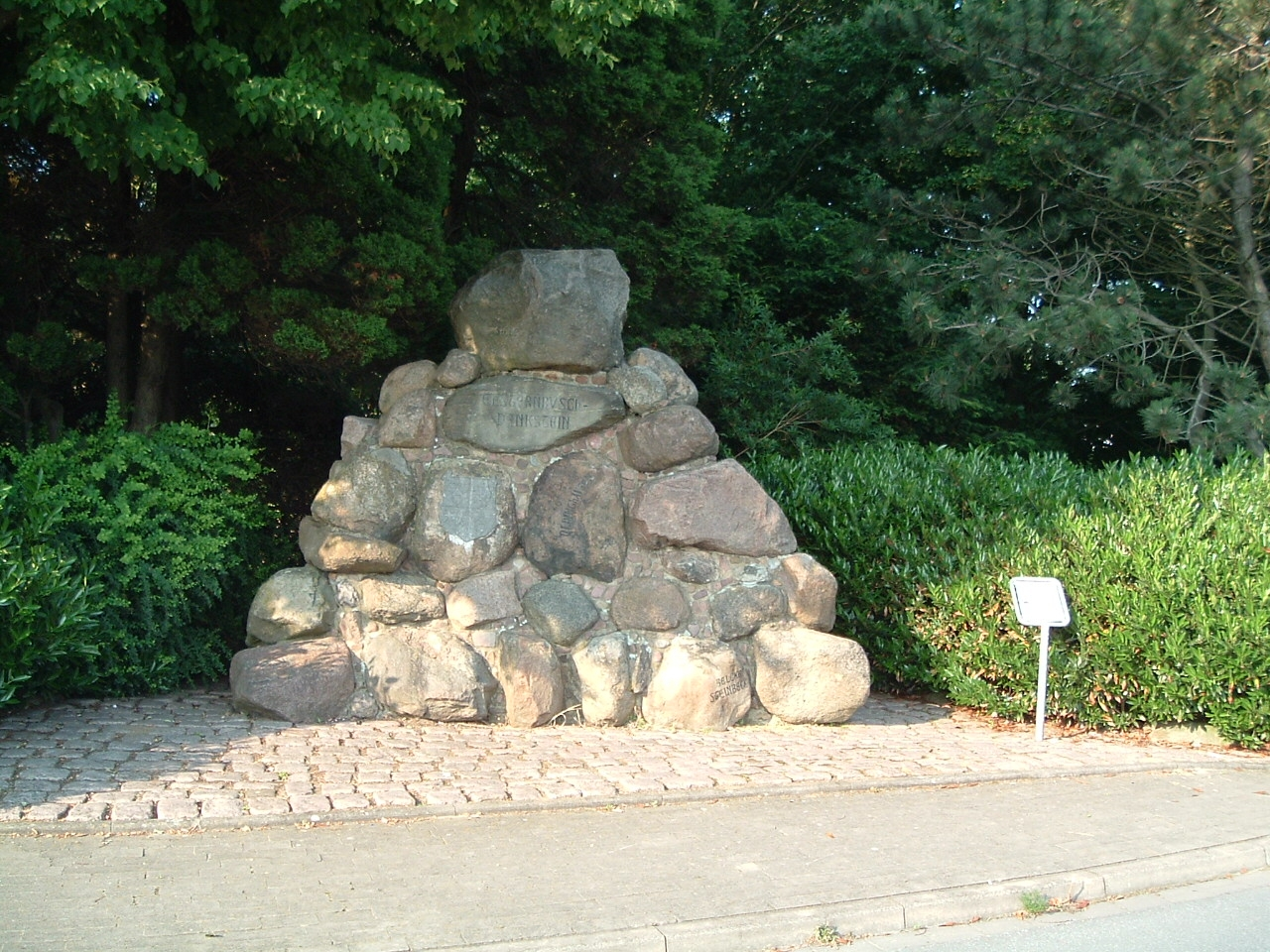
Elsternbuschdenkmal
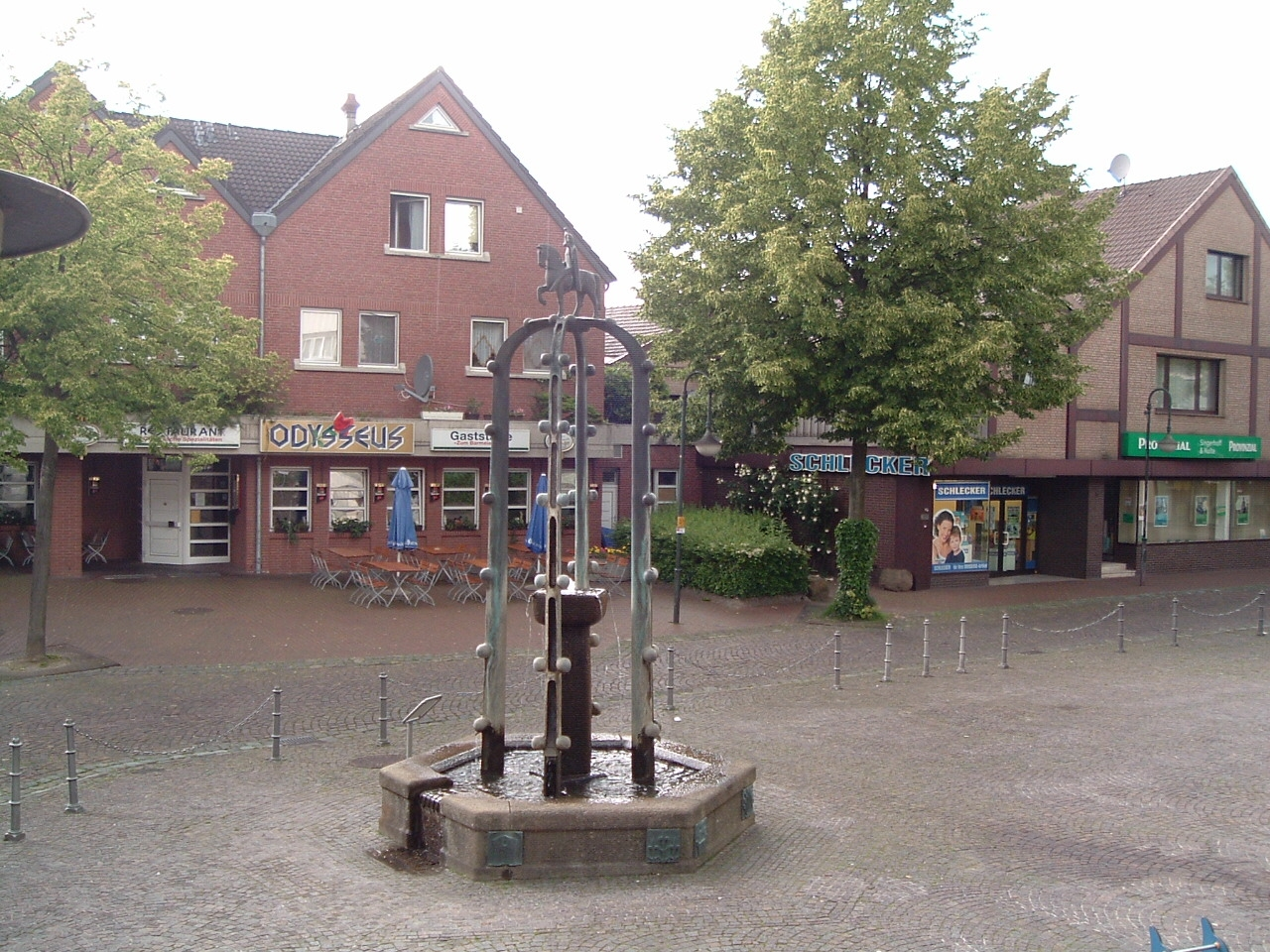
Widukindbrunnen in Enger
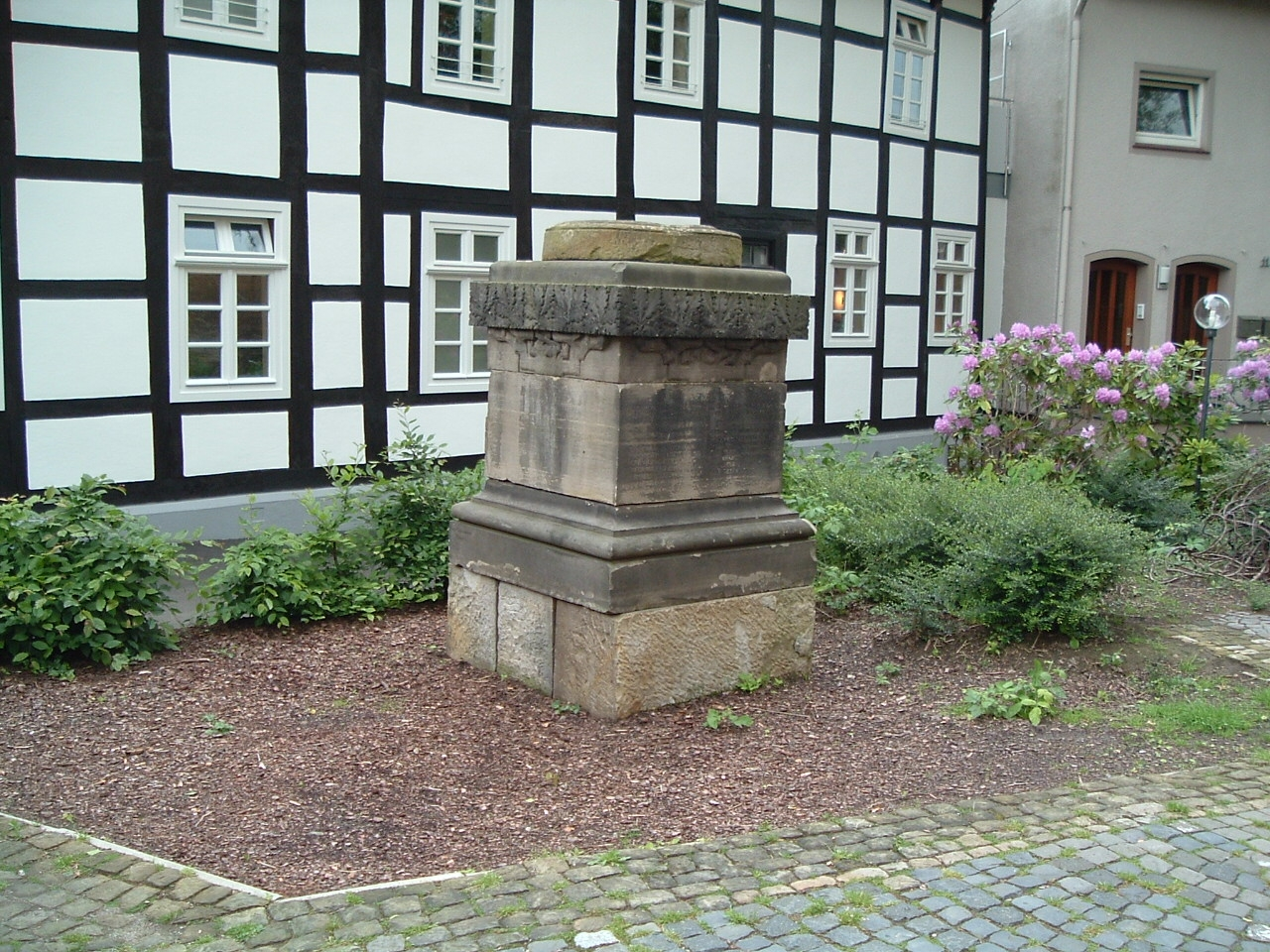
Sockel des ehemaligen Widukinddenkmals auf dem Kirchplatz
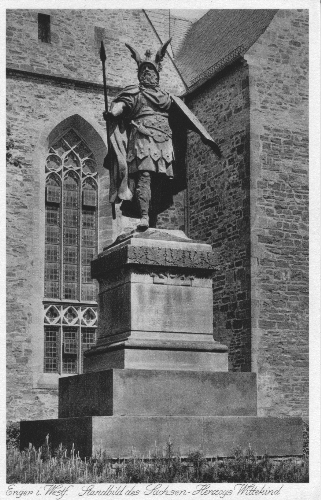
Alte Ansicht des nicht mehr existenten Widukinddenkmals
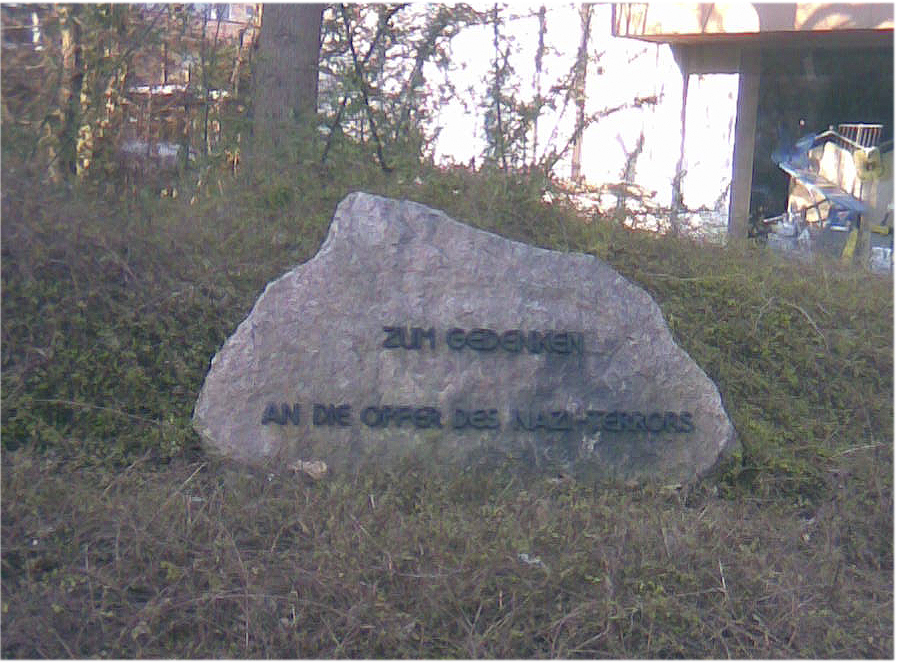
Gedenkstein an die NS-Opfer
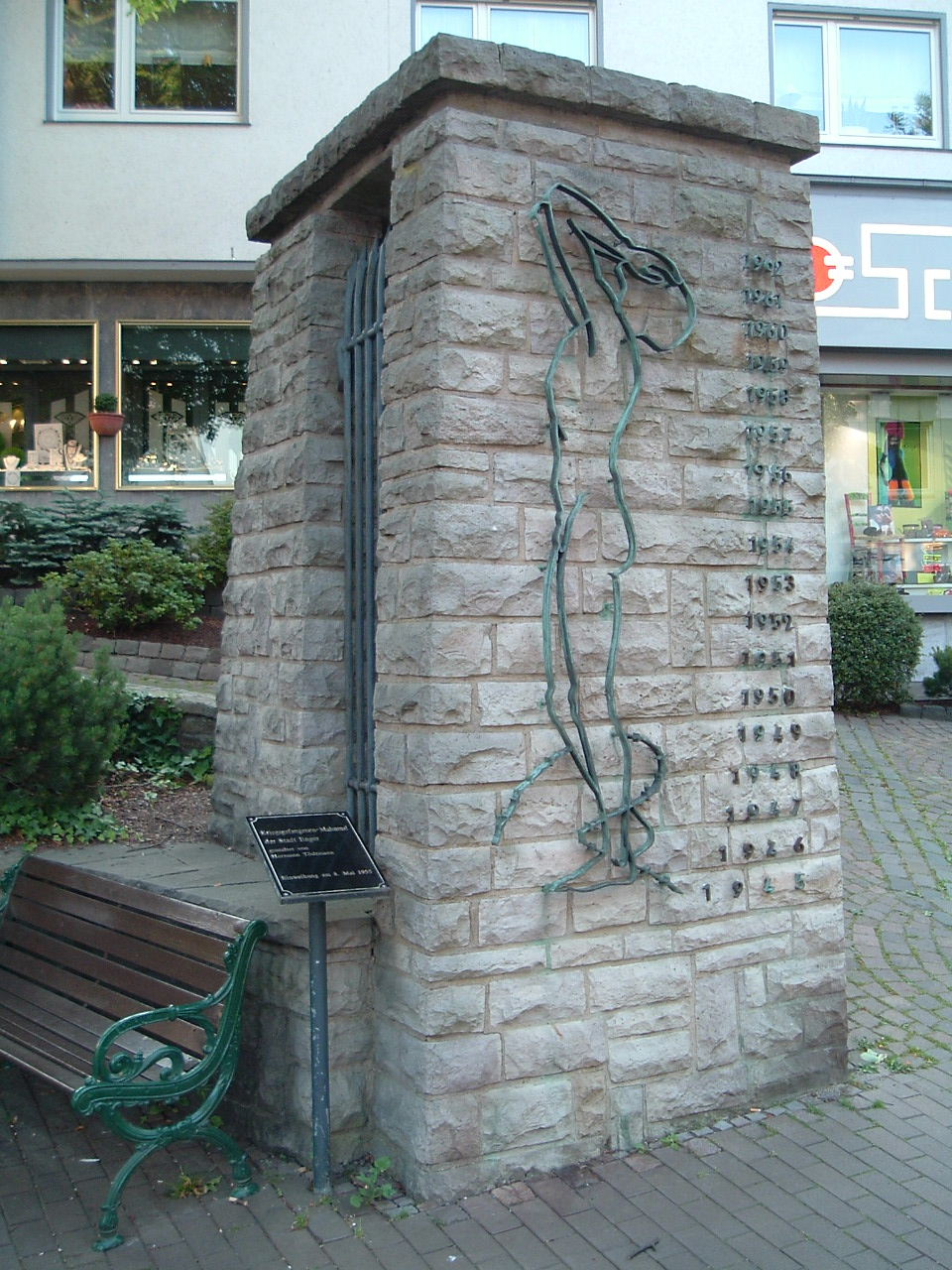
Kriegsgefangenen-denkmal nahe dem Widukindmuseum
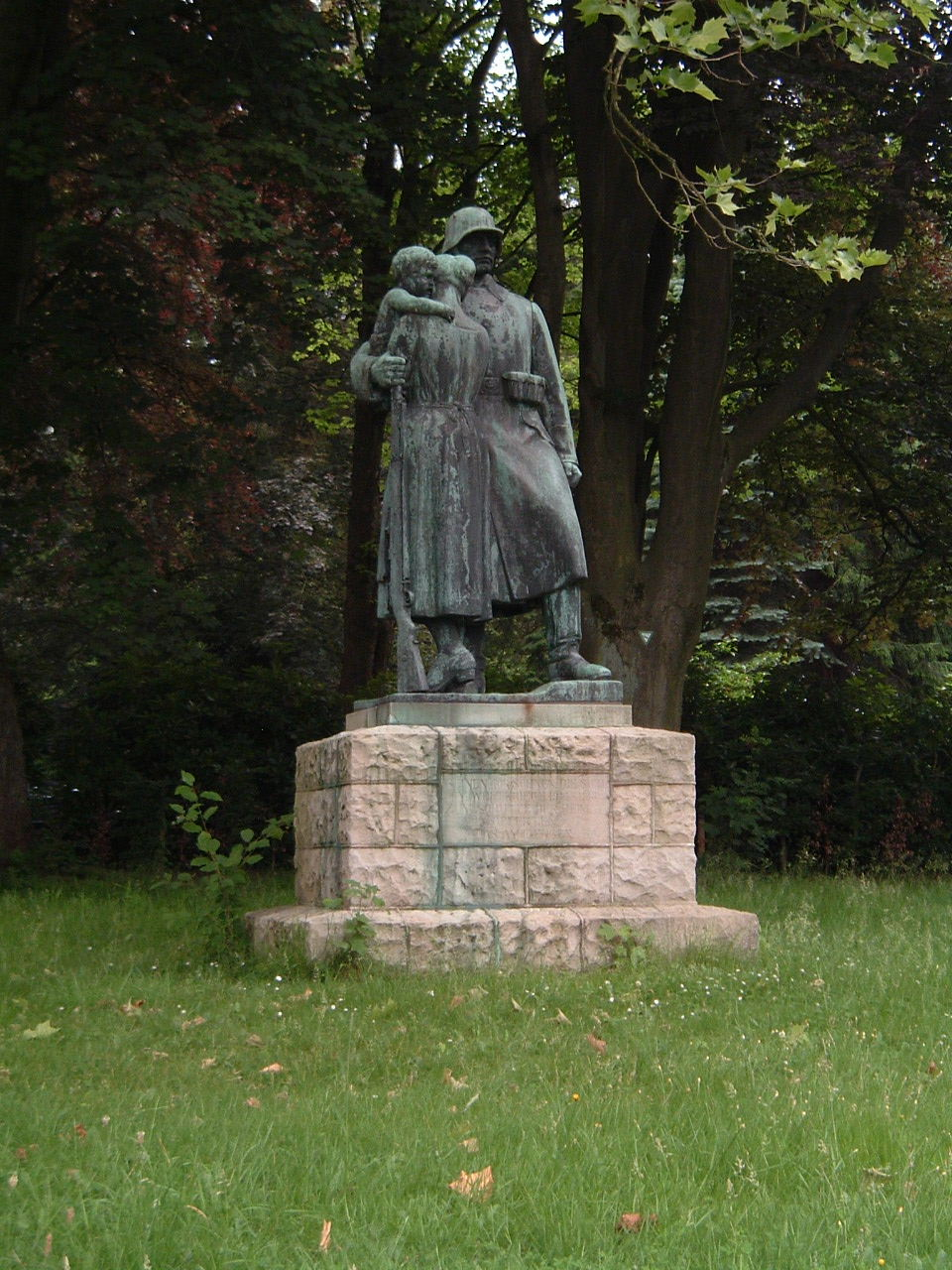
Denkmal für 408 Gefallene im Ersten Weltkrieg
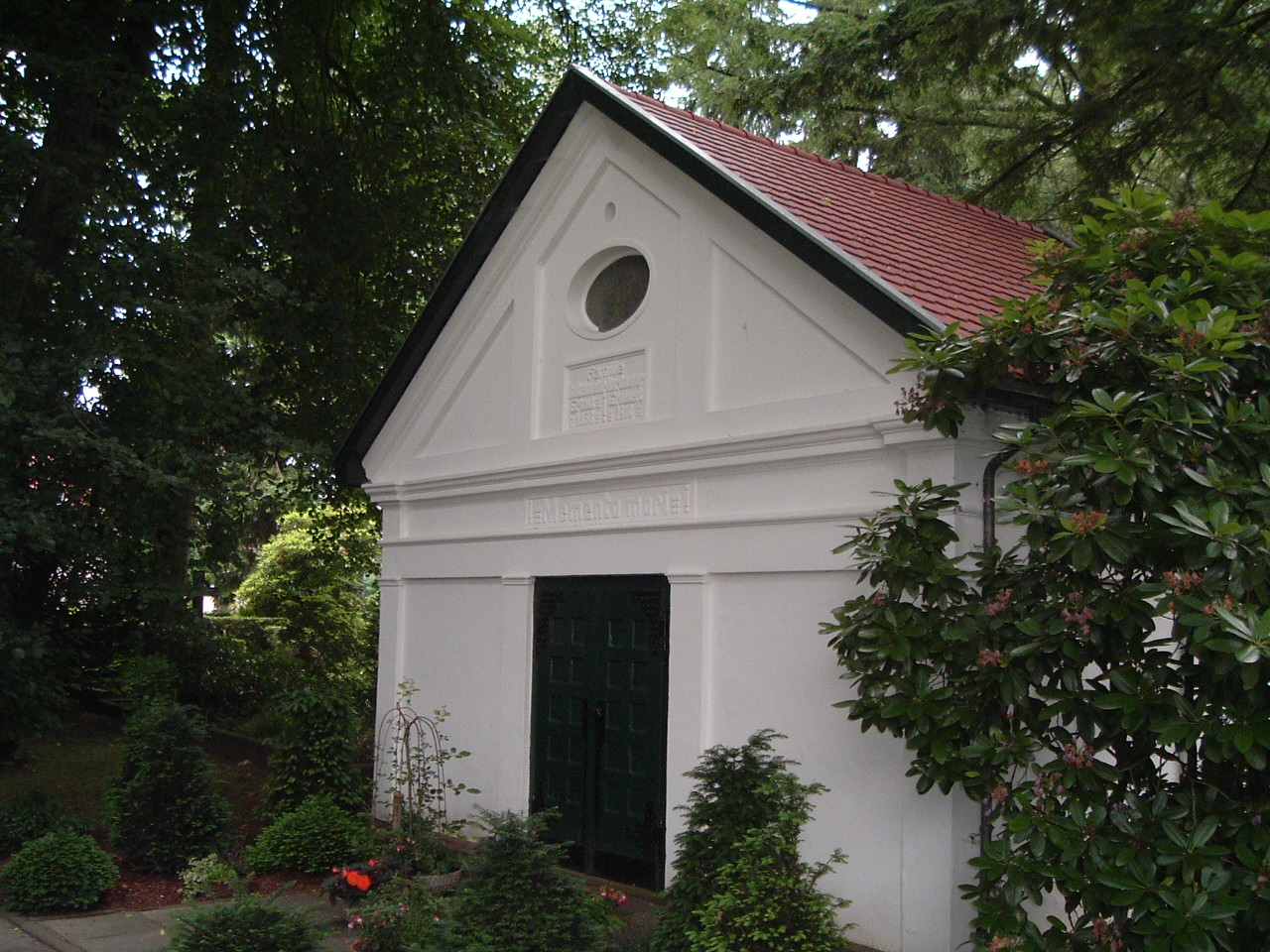
Mausoleum für die Familie Nordmeyer
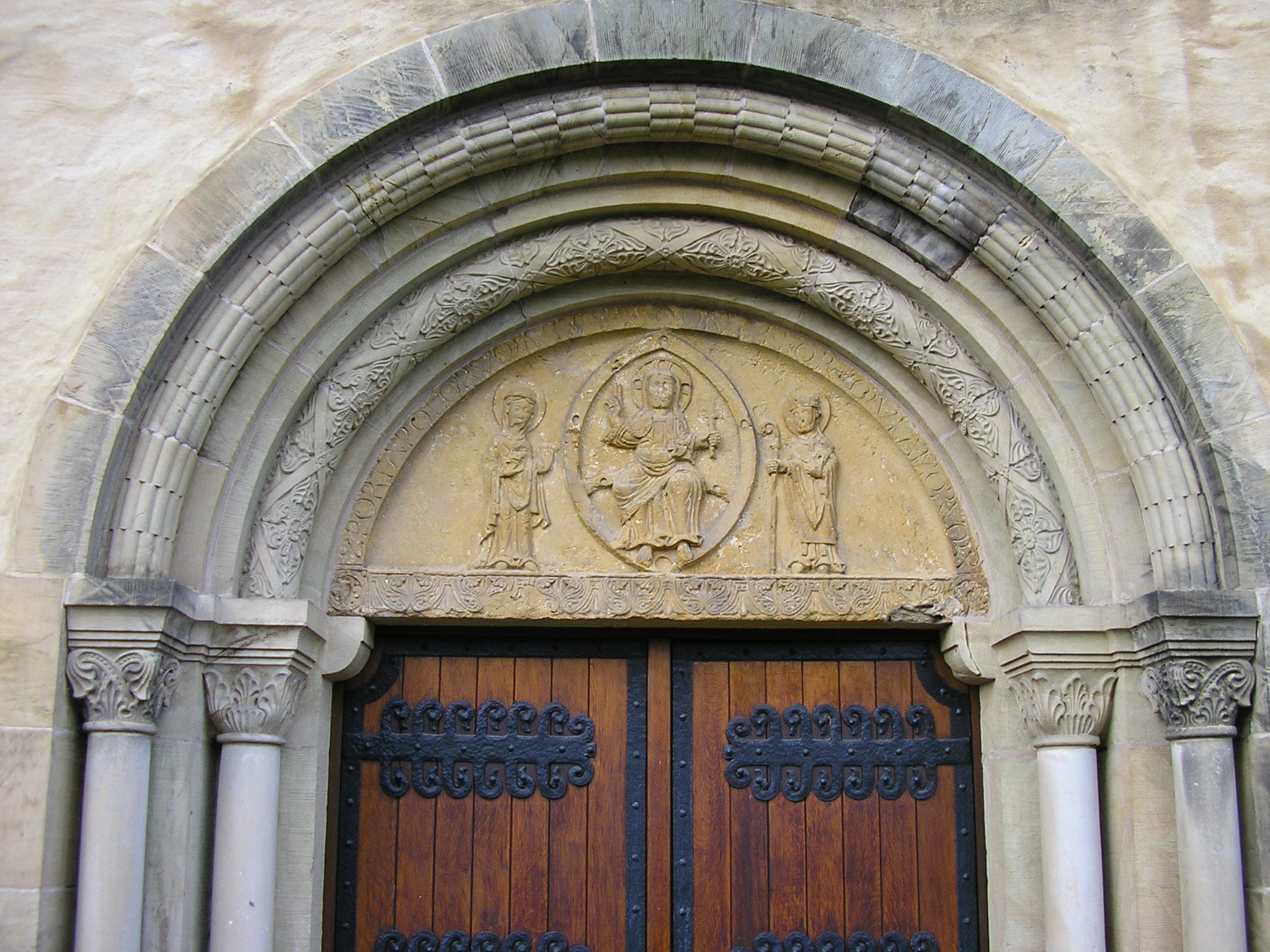
Tympanon des Südportals der Stiftskirche zu Enger
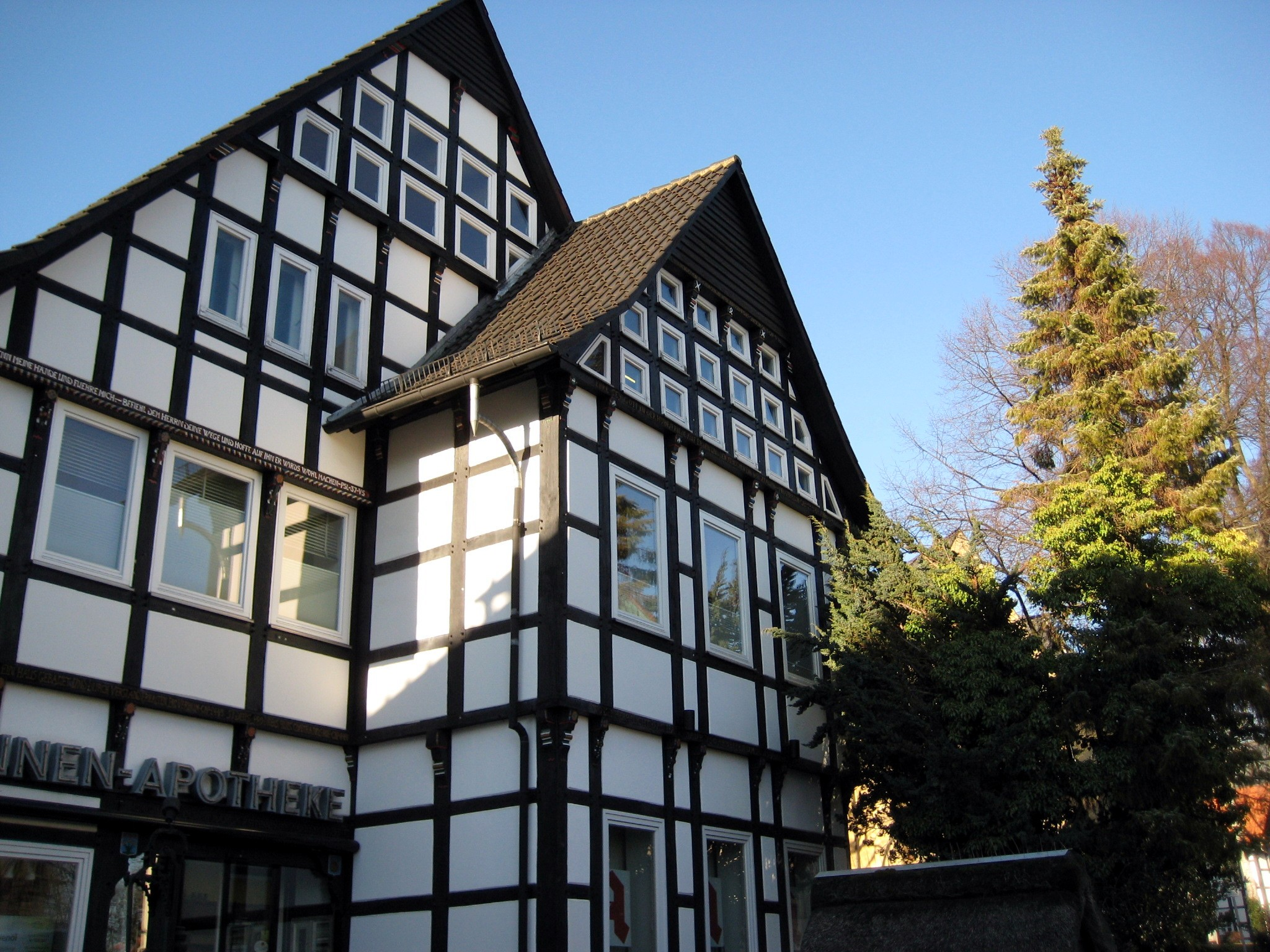
Alte Apotheke

### Parks und Naturschutzgebiete
Enger hat eine zentrale Parkanlage, die so genannte Maiwiese, die im Norden vom Bolldammbach und im Süden von der ehemaligen Kleinbahntrasse begrenzt wird. Sie ist über die Burg- und die Mühlenstraße zugänglich. Aus dem historischen Stadtkern führt zudem der Fußweg Am Anger von der Steinstraße direkt in die Maiwiese. Im Nordosten befindet sich ein Spielplatz.
Zwei Naturschutzgebiete liegen im Stadtgebiet Engers. Das rund 22 ha große Asbeketal, das zusammen mit dem angrenzend in der Stadt Herford liegenden Asbeke-/Kinzbachtal eine naturräumliche Einheit bildet, verfügt über ein für das Ravensberger Land typisches Sieksystem und bietet einer reichhaltigen Flora und Fauna entlang der Bachläufe eine Heimat. Das durch die offenen Wiesenlandschaften gekennzeichnete Enger Bruch am Bolldammbach, gibt auf 55 ha Fläche besonders vielen Vögeln, unter anderem dem Kiebitz, einen Lebensraum. Insgesamt stehen etwa 77 ha, beziehungsweise 1,87 % der Stadtfläche unter Naturschutz.

### Sport
Sportvereine im Stadtgebiet:
- TV Concordia von 1864 Enger e. V.; gegründet 1864; der Verein hat über 1500 Mitglieder und bietet die Sportarten Badminton, Breitensport, Basketball, Handball, Judo, Leichtathletik, Schwimmen, Squash, Tennis, Turnen und Volleyball an. Seit 1995 unterhält der Verein das Angebot Kindersportschule, in dem in vier Ausbildungsstufen unterschiedliche motorische und sportliche Defizite von Kindern im Alter von fünf bis neun Jahren kompensiert werden. Die Geschäftsstelle befindet sich im Clubhaus am Freizeitweg, wo die sechs vereinseigenen Tennisplätze gelegen sind.
- SV Enger-Westerenger, Fußballverein; gegründet am 16. April 1993, hat über 1000 Mitglieder. Der Verein entstand aus einer Fusion der Vereine TSG Wittekind und TuS Westerenger.
- TuS Grün-Weiß Pödinghausen e. V.; Der Verein bietet die Sportarten Badminton, Kinderturnen, Walking, Damengymnastik und Fußball (zwei Herrenmannschaften, Jugendmannschaften) an.
- TSV RW Dreyen 1913 e. V.; Fußball, Turnen
- SC Enger 13/53; 1994 aus der Fusion der Stadtteilvereine TuS Germania Besenkamp (Gründungsjahr 1913) und SV Belke-Steinbeck (Gründungsjahr 1953) entstanden; Fußball, Kinderturnen, Fitness für Frauen, Nordic Walking, Darts[39]

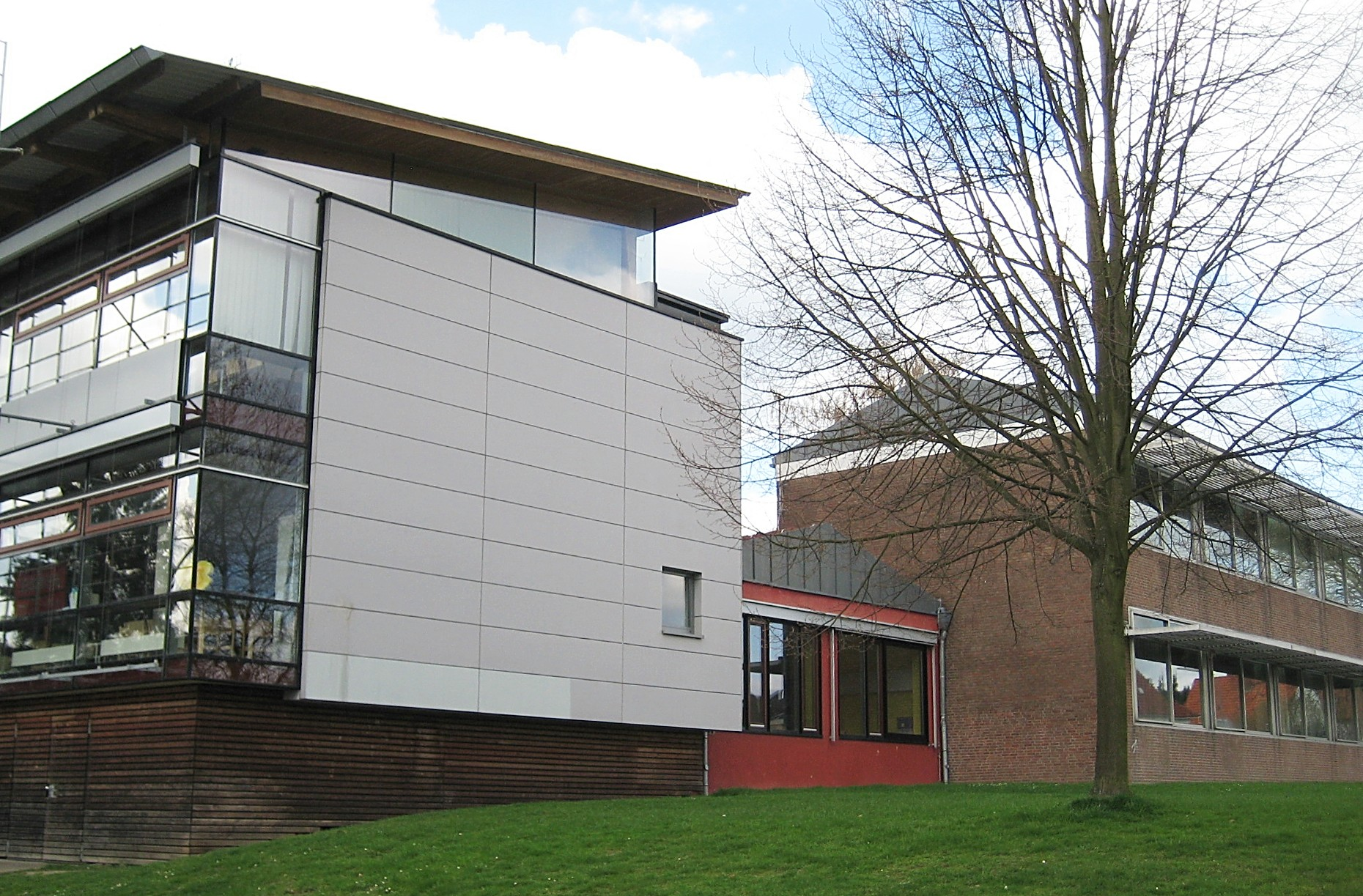
Realschule

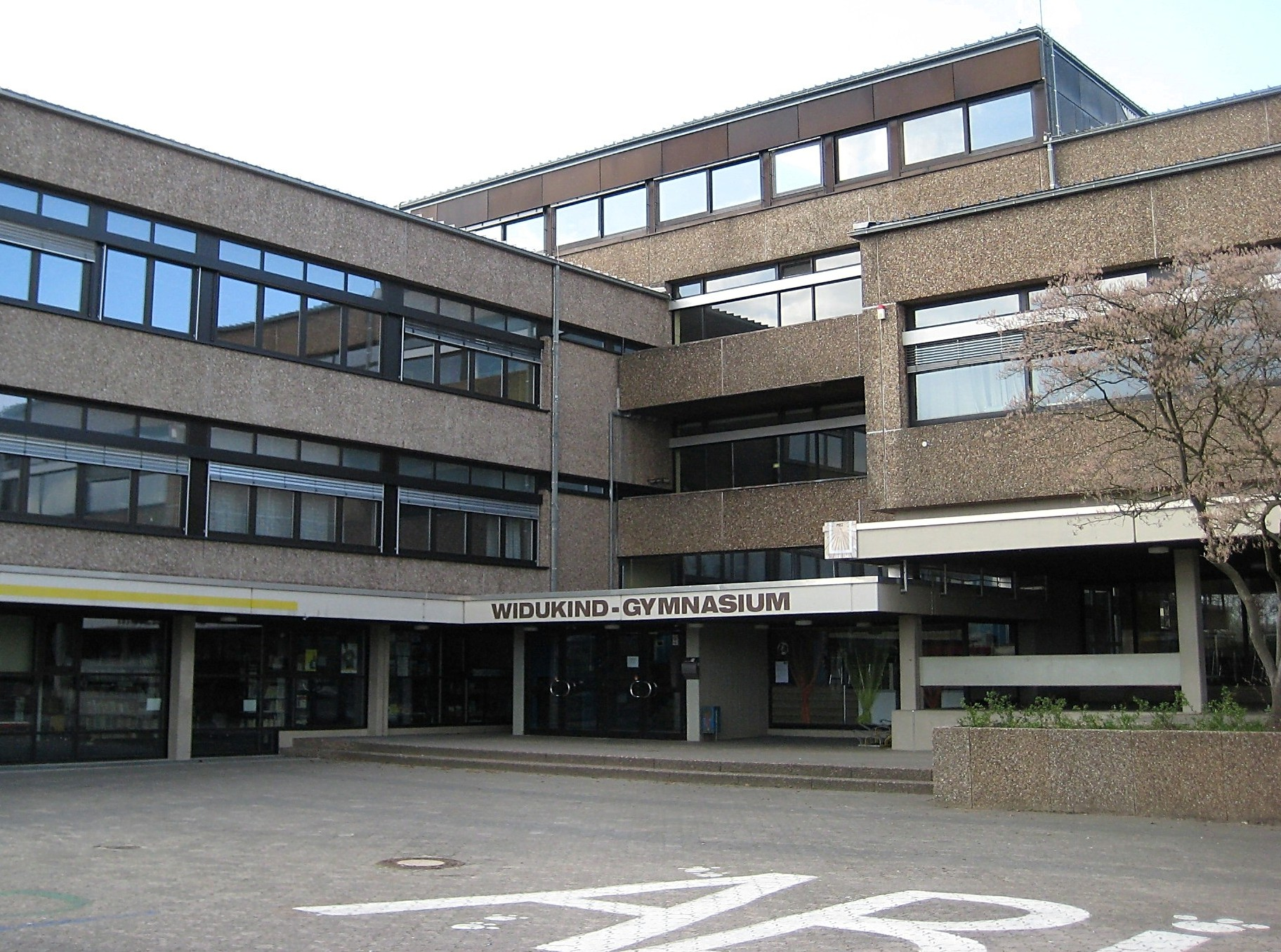
Widukind-Gymnasium

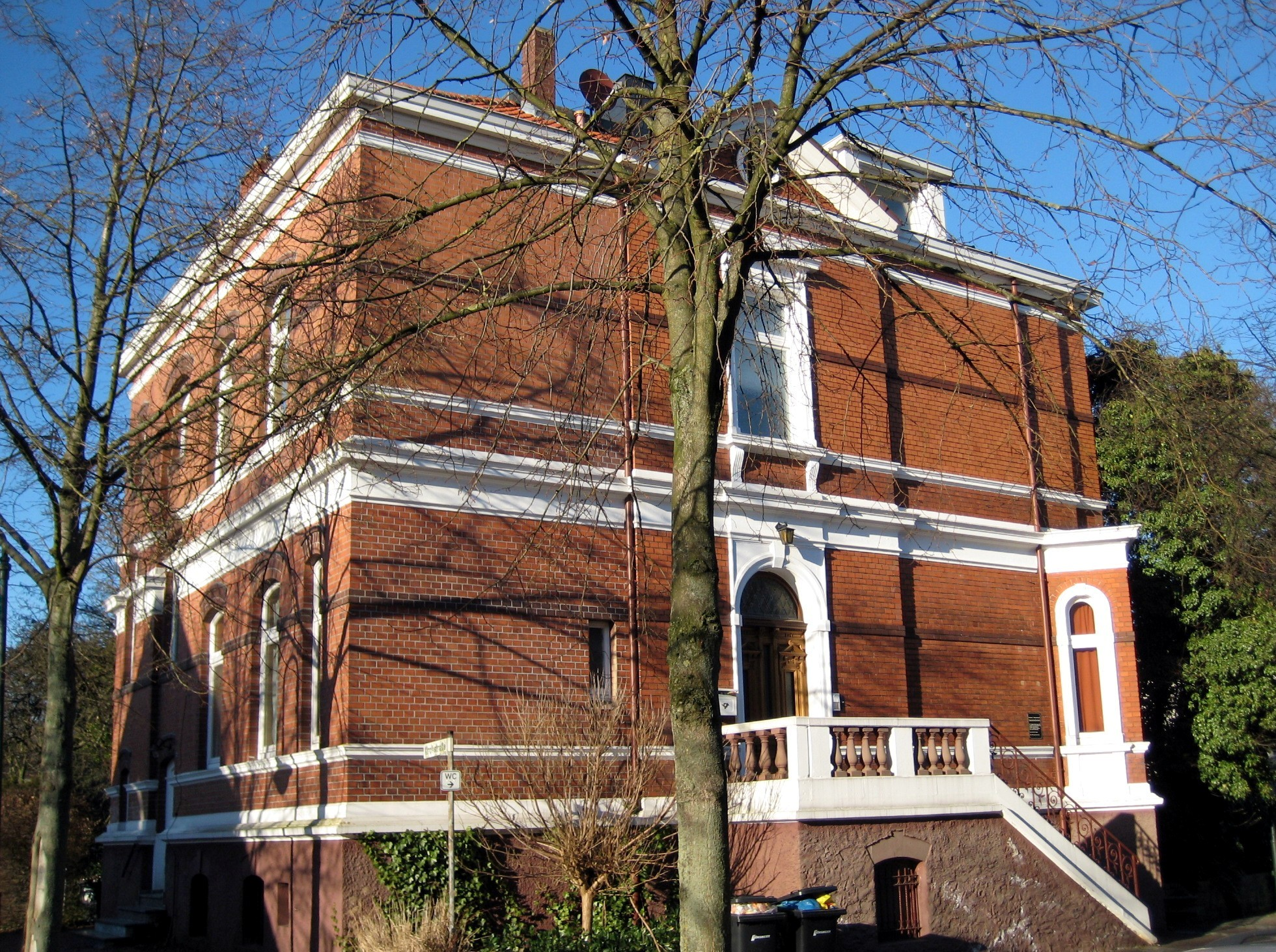
Die Jugendmusikschule im alten Zollamt

- Tischtennis-Club Enger, kurz TTC Enger; gegründet am 29. September 1957; der Verein hat mehrere Herren-, Damen- und Nachwuchsmannschaften.
- Schachgemeinschaft Enger-Spenge, gegründet 1947
- Schachclub Wittekinds Knappen e. V., gegründet 2001
- Volleyball SG Schweicheln-Enger
- Modellflugverein „Libelle“ Enger-Bünde e. V.
- Reiterverein Wittekind 02 Enger
- Verein für Segelflug „Wittekind“

Weitere Sportvereine in Enger sind in den Artikeln über die Ortsteile Dreyen und Westerenger aufgelistet.

### Schulen
- Städtische Realschule Enger: Der Stadtrat beschloss am 30. August 1994 die Errichtung einer zweizügigen Realschule, knapp ein Jahr später wurde der Förderverein gegründet. Die Realschule ist eine der letzten, die in NRW ihren Betrieb aufgenommen hat und heute eine der größten des Bundeslandes. Im Schuljahr 2020/21 wurden hier 850 Schüler unterrichtet.[40]
- Rolf-Dircksen-Schule (Hauptschule): Die Hauptschule und die Realschule befinden sich in einem gemeinsamen Gebäudekomplex an der Ringstraße (die Hauptschule ist seit Juni 2016 geschlossen[41]).
- Widukind-Gymnasium Enger an der Tiefenbruchstraße: Gymnasium mit rund 1000 Schülern[42]
- Vier Grundschulen: Belke-Steinbeck (Humboldtstraße), Enger-Mitte (Poststraße), Oldinghausen/Pödinghausen (Schulstraße) und Westerenger (Holunderweg)
- Heideschule: Sonderschule für Lernbehinderte im Stadtteil Westerenger am Holunderweg (seit Ende des Schuljahres 2015/16 geschlossen)[43][44][45]
- Zweckverband Musikschule Enger/Spenge am Lehmkuhlenweg
- Volkshochschule an der Bahnhofstraße: Die Volkshochschule des Kreises Herford befindet sich mit ihrer Engeraner Zweigstelle im Gebäude der Stadtbücherei. Davor befand sich dort ein Progymnasium.
- Engers Jugendmusikschule (seit 1980) befindet sich im ehemaligen Zollamt (1928–1962) in der Kirchstraße.

### Regelmäßige Veranstaltungen
- Timpkenfest: Jährlich am 6. Januar findet nach dem Gottesdienst in der Stiftskirche eine Verteilung von so genannten Timpken – das sind geviertelte, aus hellem Mehl gebackene süße Semmeln – statt. Die Legende besagt, dass der Sachsenherzog Widukind an seinem Todestag verfügt habe, durch die Timpken Bedürftige zu unterstützen. Heutzutage werden die Timpken jedoch an alle Gottesdienstbesucher verteilt.
- Kirschblütenfest: Jährliches Stadtfest im Innenstadtbereich am letzten Wochenende im April. Im Jahr 2008 fand es zum 30. Mal statt. Veranstalter ist der Kultur- und Verkehrsverein Enger.
- Adventsbummel: Jährlich am ersten Adventswochenende von Freitag bis Sonntag. Örtliche Gruppen und einzelne gewerbliche Anbieter betreiben Stände rund um die Stiftskirche. Zudem findet ein kulturelles Rahmenprogramm statt. Veranstalter ist die Kaufmannschaft Enger.
- Kirmuli Kinderfest: Alle zwei Jahre findet im Ortsteil Belke-Steinbeck ein großes, nicht-kommerzielles Kinderfest statt. 2013 war erstmals die Kinderrockband „Randale“ auf der Bühne zu erleben. 2011 ist u. a. daraus der Förderverein Wittekinds Kultur e. V. entstanden.

## Wirtschaft und Infrastruktur

### Verkehr

#### Straßenverkehr
Die Anbindung an die Stadt Bünde, die Stadt Bielefeld und an die Autobahn A 30 erfolgt über die Landesstraße L 557 (Ortsumgehung). Nach Osten verbindet die Herforder Straße/Enger Straße (L 712) den Ort mit Herford.

#### Schienen- und Busverkehr
Die Stadt Enger hat keinen Anschluss an die Eisenbahn. Nächstgelegene Bahnstationen sind Bielefeld Hauptbahnhof und die Bahnhöfe in Herford und Bünde. Ehemals bestanden zwei Kleinbahnstrecken (Herforder Kleinbahn und Bielefelder Kreisbahnen), deren Betrieb jedoch seit langem eingestellt ist.
Es bestehen folgende Busverbindungen im RegioTakt:
- Linie 54 nach Bielefeld (Anschlussverbindung mit Stadtbahn Linie 3)
- S15 nach Bielefeld
- Linien 465/466 nach Herford
- Linien 464/465/466 nach Spenge
- Linie 654 nach Bünde.

Enger gehört zum Tarifverbund 'Westfalentarif' (OWL Verkehr GmbH).

### Ansässige Unternehmen
Die wichtigste Branche war die Möbelindustrie mit den überregional bekannten Unternehmen RWK, Wellmann (Küchenmöbel) und Puhlmann (Polstermöbel). Nach der Insolvenz des Wellmann-Nachfolgers ALNO und den Umzügen der Unternehmen RWK + Kuhlmann Küchen GmbH und Störmer AG hat die Küchenmöbelindustrie in Enger an Bedeutung verloren.
Weitere in Enger ansässige Unternehmen sind:
- Alligator Farbwerke
- Hera GmbH & Co. KG
- SolMetall GmbH

### Medien
Zwei regionale Tageszeitungen unterhalten eigene Redaktionen in der Stadt Enger. Die Neue Westfälische erscheint sechsmal wöchentlich mit dem Lokalteil Tageblatt für Enger und Spenge, der – mit dem Westfalen-Blatt kooperierende – Verlag Herforder Kreisblatt gibt an Werktagen den Engerschen Anzeiger heraus. Weiterhin erscheinen einmal im Monat die Werbemagazine Stadtgespräch und Blickpunkt.

### Öffentliche Einrichtungen

#### Gartenhallenbad Enger
Das Gartenhallenbad Enger wurde in den 1970er Jahren errichtet. Nach einer Sanierungsphase wurde es am 29. Juni 2006 wiedereröffnet. Es bietet ein Hallenbecken (25 mal 10 Meter) mit einem 1- und 3-Meter-Turm. Im Außenbereich sind ein Freiluftbecken mit Rutsche, ein Kleinkindbecken und die Liegewiese.

#### Sporthallen
Großsporthalle Widukind-Gymnasium: 20 m mal 45 m;
Kleine Sporthalle am Widukind-Gymnasium: 15 m mal 30 m; Sporthalle der Grundschule Enger

#### Evangelisches Krankenhaus
Am 19. Januar 1873 wurde das Evangelische Krankenhaus Enger an der Hagenstraße eröffnet. Bis zum Jahr 1954 wurde die medizinische Betreuung von Hausärzten vorgenommen. Dann wurde es um 40 Betten erweitert. Auch wurden die beiden medizinische Bereiche Innere Medizin und Chirurgie eingerichtet. 1958 erfolgte mit der Berufung eines hauptamtlichen Chefarztes der Wandel in Richtung konventionelles Krankenhaus, das in den späten 1960er und frühen 1970er Jahren unter der Leitung von Pfarrer Günther Körtner (1926–2015), dem langjährigen Vorsitzenden des Trägervereins, um ein Pflegehaus für Senioren, ein Schwesternwohnheim, eine Krankenpflegeschule und einen neuen OP-Bereich erweitert wurde. Um die aufgrund einer veränderten wirtschaftlichen Lage drohende Schließung abzuwenden, erfolgte ab 1991 die Umwandlung in eine Fachklinik für Geriatrie. Seit 1993 wird die Fachklinik zur Behandlung von Alterskrankheiten als Tochter des Bünder Lukas-Krankenhauses geführt.

#### Weitere öffentliche Einrichtungen
- Stadtbücherei an der Bahnhofstraße
- Jugend- und Kulturzentrum Kleinbahnhof Enger, seit dem 5. November 2002 mit Internetcafé
- Freiwillige Feuerwehr der Stadt Enger; fünf Standorte:[51] Westerenger (Gründung: 16. Mai 1889), Enger (Gründung: 20. November 1875), Dreyen (Gründung am 26. September 1906 in der Gaststätte „Hermann Paust“), Besenkamp (Gründung: 1876) und Pödinghausen (Gründung: um 1912)

## Telefonvorwahlen
In Enger gilt die Vorwahl 05224. Davon abweichend lautet die Vorwahl in Teilen von Westerenger 05225 und in Teilen von Besenkamp 05223.

## Persönlichkeiten

### Söhne und Töchter der Stadt
- Mathilde die Heilige (895–968), Gemahlin König Heinrichs I.
- Julius Vortriede (1820–1899), Lehrer, Redakteur, Zeitungsverleger und demokratischer Politiker der USA
- Karl Wilhelm Winzer (1823–1898), Textilunternehmer
- Beata Humberstone (1869–1926), deutsch-kanadische Unternehmerin
- Wilhelm Müller (1875–1957), Politiker
- Heinrich Vedder (1876–1972), Missionar
- Friedrich Hoepner (1889–1955), Politiker
- Wilhelm Husemann (1894–1956), Zigarrenmacher, Politiker, erster Amtsbürgermeister nach dem Zweiten Weltkrieg (1948–1956)
- Wilhelm Heiner (1902–1965), Bildhauer, Maler und Grafiker
- Wolfgang Meyer-Tormin (1911–1988), deutscher Klarinettist und Komponist
- Hans-Peter Riese (* 1941), Kunstkritiker und politischer Journalist, Chefredakteur beim Hessischen Rundfunk
- Wolfgang Beyrodt (* 1948), Kunsthistoriker und Bibliothekar
- Eckard Rolf (* 1951), Germanist und Hochschullehrer
- Wolfgang Aßbrock (1952–2007), Politiker und Mitglied des nordrheinwestfälischen Landtags (2005–2007)
- Klaus-Peter Nemet (* 1953), Fußballtrainer
- Axel Horstmann (* 1954), Volkswirt und Minister a. D.
- Norbert Sachser (* 1954), Verhaltensforscher
- Uschi Niehaus Indenbirken (* 1956), bildende Künstlerin
- Burkhard Zurheide (* 1958), Politiker
- Ricky Echolette (* 1958), bürgerlich Wolfgang Neuhaus, Keyboarder, Pianist und Gitarrist der Waveband Alphaville
- Bernhard Lloyd (* 1960), bürgerlich Bernd Gössling, Keyboarder der Waveband Alphaville
- Frank Mertens (* 1961), bürgerlich Frank Sorgatz, Keyboarder der Waveband Alphaville
- Udo Nöger (* 1961), international bekannter Künstler (Malerei), lebt und arbeitet in Deutschland und den USA
- Thomas Meyer (* 1970), Politiker (SPD), Bürgermeister von Enger

### Weitere Persönlichkeiten
- Widukind (um 730–807), Sachsenherzog; unklare, möglicherweise legendenhaft ausgeschmückte Verbindung zu Enger
- Hinrik Stavoer, Bildhauer, schuf den Altar in der Engeraner Stiftskirche
- Simon I. zur Lippe (1261–1344), Burgherr auf Burg Enger
- Hans Dammann (1867–1942), bildender Künstler, schuf ein Denkmal in Enger
- Erich Kürschner (1911–1977), Bühnenleiter der Hohnsteiner Puppenbühne, begann seine eigenständige künstlerische Tätigkeit in Enger.
- Peter Ostermeyer, Schachmeister, spielte in Enger
- Werner Abelshauser (* 1944), renommierter Wirtschaftshistoriker, wohnhaft in Enger
- Günther Körtner (1926–2015), Pfarrer, von 1959 bis 1993 Vorsitzender des Trägervereins des Ev. Krankenhauses Enger[50]
- Ulrich H. J. Körtner (* 1957), evangelischer Theologe, wuchs in Enger auf
- Karl-Heinz Wiesemann (* 1960), Bischof, wuchs in Enger auf
- Jörg Nikutta (* 1971), Manager, wuchs in Enger auf
- Sigrid Evelyn Nikutta (* 1969), Managerin, wuchs in Enger auf
- Maik Walpurgis (* 1973), ist ein deutscher Fußballtrainer. Er war in der Saison 2016/2017 Cheftrainer des Bundesligisten FC Ingolstadt 04, trainierte von 2000 bis 2002 den Verein SV Enger-Westerenger, wo 2001 der Aufstieg in die Verbandsliga Westfalen erfolgte.
- Ehrlich Brothers,  Christian Ehrlich (* 19. Februar 1982 in Herford als Christian Reinelt), der jüngere Bruder des Showmagier-Duos, wohnt in Enger
- Diego Demme (* 21. November 1991 in Herford), ist ein deutsch-italienischer Fußballprofi. Er spielte in der Jugend für den SV Enger-Westerenger
- Friedrich Möllering alias Frittken vanne Hermannshöhe (1913–1996), niederdeutscher Schriftsteller
- Hüseyin Tabak (* 15. Juli 1981 in Lemgo), Filmregisseur, -produzent und Drehbuchautor, wohnhaft in Enger.
- Christian Wück (* 9. Juni 1973), ehemaliger Fußballspieler und jetziger Trainer, gewann als DFB-Trainer sowohl die U-17-Jungen-Europameisterschaft im Juni 2023 als auch die DFB-U-17 Jungen-Weltmeisterschaft im Dezember 2023. Trainierte von 2004 bis 2006 den SV Enger-Westerenger.
- Björn Kerbein (* 1. Oktober 1973), Politiker (FDP), Mitglied des 16. Landtages von Nordrhein-Westfalen

## Trivia

Bild 37 der Straßenverkehrs-Ordnung von 1937

Enger diente von 1934 bis 1953 als Beispiel für die Ortstafel in der „Ausführungsanweisung zur Reichs-Straßenverkehrs-Ordnung“ und in der Straßenverkehrs-Ordnung. 1953 wurde Enger mit der Bekanntmachung des Wortlauts der StVO im Bundesgesetzblatt durch Rünthe ersetzt.